# Атлантида
Атланти́да (др.-греч. Ἀτλαντὶς, лат. Atlantis) — мифический остров, известный по описаниям в диалогах Платона «Тимей» и «Критий» (со ссылкой на Солона). Атлантида также упоминается в сочинениях и комментариях Посидония, Страбона и Прокла. По выражению Роберта Кэрролла, «вера в Атлантиду как древнюю и великую цивилизацию является всего лишь рядом подстрочных примечаний к Платону».
В платоновском мифе остров Атлантида располагался за Геракловыми столпами (Гибралтарским проливом) в Атлантическом океане. Царства, располагавшиеся на острове, населяли потомки бога Посейдона, которые приступили к завоеванию Ойкумены. Нападение атлантов было отражено древнейшими афинянами, после чего царь богов Зевс наслал на Атлантиду землетрясение и наводнение, от которых остров погрузился на морское дно. Платон приводил и дату катастрофы — за 9000 лет до Солона, который якобы узнал эту историю от египетских жрецов. В историографии XIX—XXI веков сложилось единогласное мнение, что сказание об Атлантиде — образец политического мифа. Он был создан Платоном для иллюстрации противоположных типов государства: нравственно и социально здорового аристократического «государства разума» (Афины) и нездоровой, развращённой богатством и роскошью тиранической Атлантиды.
В Античности отношение к платоновскому мифу было различным: перипатетики отрицали его, неоплатоники давали Атлантиде аллегорическое истолкование. После Козьмы Индикоплова атланты почти тысячелетие не упоминались в средневековой комментаторской традиции. Даже основатель и глава флорентийской Платоновской академии Марсилио Фичино не задавался вопросом об историчности Атлантиды. Вновь интерес к сюжету об Атлантиде проявился в эпоху Возрождения, отчасти под влиянием Конкисты. Фрэнсис Бэкон использовал образ далёкого острова в просвещённой утопии «Новая Атлантида» (1627), отождествляя Атлантиду с Америкой. Популяризации мифа способствовали трактат «Подземный мир» Афанасия Кирхера (1664) и трёхтомная «Атлантика» Олафа Рудбека (вышла в 1679—1698). Со второй половины XIX века образы Атлантиды широко использовались авторами утопической, авантюрной и фантастической литературы (Пьер Бенуа, Алексей Толстой, Александр Беляев, Артур Конан Дойль, Гарри Гаррисон); одновременно началось последовательное историко-филологическое изучение платоновских диалогов. Американский политик Игнатиус Доннелли стал у истоков псевдонаучной традиции рассмотрения Атлантиды как «праматери» древнейших цивилизаций Старого и Нового Света, а её гибели — как следствия космической катастрофы: столкновения Земли с кометой или астероидом, приведшего к концу ледникового периода. Данная традиция была продолжена на более высоком уровне советским химиком Николаем Жировым. В работах Елены Блаватской и её последователей (Рудольф Штейнер, Джеймс Чёрчвард, Николай Рерих) была заложена оккультистская и мистическая трактовка Атлантиды как древнейшей цивилизации, связанной с высшим (божественным, иногда внеземным) разумом. Атлантида является популярным объектом изображения в культуре и искусстве.
В честь Атлантиды назван астероид (1198) Атлантида, открытый 7 сентября 1931 года немецким астрономом Карлом Райнмутом в Гейдельбергской обсерватории.

## Платоновский миф в Античности, Средневековье и Новом времени

### Атлантида Платона

#### Имя «Атлантида»
Имя мифического острова — Атлантида — в древнегреческом оригинале означает «дочь Атланта» или «Земля Атланта». Платон объяснял, что и море, и остров получили название «Атлантический» в честь Атланта, первого царя этой страны — старшего из пары близнецов, рождённых смертной Клейто от Посейдона. Остров Атлантида (др.-греч. ἡ Ἀτλαντὶς νῆσος) может ассоциироваться с описанным в «Одиссее» (1.48—54) островом, где властвовала дочь Атланта, и садом Гесперид, ассоциируемым с этим же персонажем, подпирающим небо. Хотя у Геродота (IV.184) упоминается гора Атлас и живущее подле неё племя атлантов, Платон не ссылался на это сообщение

#### Платоновский миф
Все сведения об Атлантиде содержатся у Платона в двух диалогах: «Тимей» и «Критий». Диалог «Тимей» посвящён платоновской физике, изложение ведётся от имени Тимея из Локр, о котором известно только то, что сообщается в самом диалоге. Источники, которые определяют идеологию Тимея как пифагорейство, — позднего происхождения. Однако предание об Атлантиде вложено в уста афинского политического деятеля Крития, который услышал миф от своего девяностолетнего деда и тёзки, тоже Крития, который получил его от Солона, который, в свою очередь, воспринял предание со слов жрецов богини Нейт (египетское имя Афины). Как и во всех диалогах Платона, действующим лицом является Сократ, но в «Тимее» и «Критии» его роль невелика, и он находится на заднем плане. Точное время действия диалогов определить невозможно, так как упоминаемые события и персонажи не могли находиться в одном месте в одно и то же время.
Содержательно «Тимей» связан с диалогом «Государство»: в этом сочинении Сократу приписываются рассуждения об идеальном государственном устройстве. «Тимей» начинается с того, что Сократ подытоживает «вчерашний» диалог о государстве и резюмирует основные его положения. Пожаловавшись на абстрактность и схематичность полученной картины (19 c), философ выразил желание
...Послушать описание того, как это государство ведёт себя в борьбе с другими государствами, как оно достойным его образом вступает в войну, как в ходе войны его граждане совершают то, что им подобает, сообразно своему обучению и воспитанию, будь то на поле брани или в переговорах с каждым из других государств.
Французский историк Пьер Видаль-Наке отмечал, что вводную часть «Тимея» нельзя считать в полном смысле обобщением учения «Государства», так как там перечисляются почти все базовые сюжеты: «военная специализация „стражей города“, запрет золота и серебра, равенство мужчин и женщин, общность женщин и детей — всё, кроме темы управления города философами». Кроме того, действие «Государства» начинается на празднестве Бендидий, тогда как действие «Тимея» происходит во время Панафинейских игр. Диалог «Критий», с теми же участниками, служит непосредственным продолжением «Тимея» и целиком посвящён рассказу Крития о древнейших Афинах и Атлантиде. При этом, однако, происхождение сведений объясняется совершенно иначе: не воспоминаниями о рассказе Крития-старшего, а собственноручными записями Солона со слов жрецов, которые якобы хранились у старого Крития и поныне хранятся у его внука. Этот диалог обрывается на полуслове, вызывая ещё с древности споры, имелся ли где-либо и когда-либо полный текст.
В текстах Платона («Горгии», «Протагоре», «Пире», «Федре», «Федоне», и других) содержится множество авторских мифов, демонстрирующих исключительное многообразие формы. История Афин и Атлантиды, однако, выделяется тем, что преподносится как действительное историческое повествование, основанное на подлинных документах. Смысл рассказа Крития таков: за девять тысяч лет до времён Крития и Солона, то есть до VI—V веков до н. э., Афины были наиболее славным, могущественным и добродетельным государством. Главным их соперником была Атлантида. «Этот остров превышал своими размерами Ливию и Азию, вместе взятые». На нём располагалось «удивительное по величине и могуществу царство», владевшее землями до Египта и Европой до Тиррении (запад Италии). Все силы этого царства были брошены на порабощение Афин. Афиняне встали на защиту своей свободы во главе эллинов; и, хотя все союзники им изменили, они одни благодаря своей доблести и добродетели отразили нашествие, сокрушили атлантов и освободили порабощённые ими народы. Вслед за тем, однако, произошла грандиозная природная катастрофа, в результате которой за одни сутки погибло всё войско афинян, а Атлантида погрузилась на дно морское.
В «Критии» древнейшие Афины были населены добродетельным народом, создавшим идеальное общественное устройство. На Акрополе вокруг святилища двух богов-основателей, Афины и Гефеста, расположены общие жилища и казармы стражей. Афинам противопоставлена надменная и могущественная Атлантида. Родоначальником атлантов был бог Посейдон, сошедшийся со смертной девушкой Клейто, чьё имя связано со «Славой». Клейто произвела на свет десять божественных сыновей во главе со старшим, Атлантом; между братьями Посейдон разделил остров: девятеро стали архонтами, старший же, Атлант, — царём всего острова, как и его потомки. Центральная равнина острова простиралась в длину на 3 тысячи стадиев (540 км), в ширину — на 2000 стадиев (360 км), центром острова являлся холм, расположенный в 50 стадиях (около 9 километров) от моря. Посейдон обнёс его тремя водными и двумя сухопутными кольцами; атланты же перекинули через эти кольца мосты и прорыли каналы, так что корабли могли по ним подплывать к самому городу или, точнее, к центральному острову, имевшему 5 стадиев (чуть менее километра) в диаметре. На острове возвышались храмы, выложенные серебром, золотом и орихалком и окружённые золотыми статуями, роскошный царский дворец; кроме того, были заполненные кораблями верфи и другие сооружения. Платон уделяет очень много места описанию неслыханного богатства и плодородия острова, его густонаселённости, цветущего природного мира (там обитали даже слоны).
До тех пор, пока атланты сохраняли божественную природу, они пренебрегали богатством, ставя превыше него добродетель; но, когда божественная природа выродилась, смешавшись с человеческой, они погрязли в роскоши, алчности и гордыне. Возмущённый этим, Зевс задумал погубить атлантов и созвал совещание богов. На этом текст «Крития» обрывается.

#### Политический миф Платона
Философ и филолог Е. Г. Рабинович следующим образом резюмировала «бесспорные» намерения Платона при написании триады диалогов «Государство» — «Тимей» — «Критий». Во-первых, философ полагал вполне возможным политическое возрождение греческих полисов на Сицилии, что позволит переселить на остров часть балканских греков. Во-вторых, на процветающем острове Платон рассчитывал построить политический организм, живущий по законам «Государства». По мнению Е. Рабинович, для современников IV века до н. э. платоновский проект был намного менее утопическим, чем для последующих поколений: обедневшие граждане балканских полисов становились воинами-наёмниками по всему Средиземноморью, традиционное крестьянское ополчение уже не могло противостоять профессиональным наёмным армиям. Создание наследственного воинского сословия освобождало от военной службы основную массу граждан, а сословие «стражей» теоретически обладало профессионализмом наёмников и гражданским духом ополченцев и могло эффективно оборонять гражданскую общину. Контрольный совет старцев-философов ограничивал власть народного собрания, однако в реальности Платон полагал, что коллективные органы власти хотя и обладают законностью, но не способны эффективно действовать в условиях кризиса. Государство должно возглавляться полубожественным монархом, хотя его основные функции более всего напоминают жреческие. Описанная в «Тимее» космология позволяет утверждать, что смерть учителя — Сократа — знаменовала для Платона конец очередного космического цикла и он во главе своей Академии был готов в буквальном смысле своими руками начать новый цикл процветания. Пра-Афины, описанные в «Критии», представляют собой наглядную иллюстрацию к «Государству». Платоновскому полису (основать который в исторической ситуации IV века до н. э. можно было только на Сицилии) предстояло сыграть ту же роль, что и пра-Афинам в войне с Атлантидой. Под Атлантидой могли пониматься как ослабленная Персия, так и усиливающаяся Македония. Для грядущего космического противоборства идеальный город должен обладать внутренней стабильностью и надёжной обороной.
П. Видаль-Наке отмечал, что в «Государстве» Платон систематически исследует все политические режимы, которые уступают его образцовому городу, включая тиранический, который удобен тем, что тирана можно обратить в философа. Платон утверждал, что каждый режим возникает, исходя из предыдущего. Поэтому политический строй, описанный в «Критии», очень трудно определить, это своего рода «десятиглавая монархия», удерживаемая воедино сверхъестественной клятвой. Диалектическая мифологическая картина мироздания Платона оперирует парами противоположностей. На очередном этапе космического цикла произошло столкновение пра-Афин и Атлантиды, которые погибли в ходе одной и той же катастрофы. Однако, живописуя это столкновение, Платон соединял в картинах Атлантиды восточные черты, отсылающие к греческой традиции описания Персии, и одновременно черты современных ему Афин, тут же помещая свой миф в контекст греко-персидских войн и гражданской войны. По мнению П. Видаля-Наке, в «Государстве» (683е) содержится своего рода «подсказка»: среди всех разбираемых видов государственного устройства два могут быть названы «материнскими», ибо от них возникли все остальные. Это монархия, которая достигла высшего развития у персов, и демократия, которая наиболее развилась в Афинах. Прочие типы государства представляют собой смешения и переходные формы этих двух. То есть Афины и Персия некогда достигли почти «одинаковой меры», однако персидские цари оказались «развращены негой и безнаказанностью» (695b), тогда как афиняне продемонстрировали опасность «абсолютной свободы перед лицом власти». Внешняя угроза во время персидского вторжения способствовала сплочению и послушанию избранным народом магистратам, но дальнейшие победы развратили их и внушили чувство расслабленности. Иными словами, современным Платону Афинам недостаёт того, чем он наделил атлантов глубокой древности: деятельной и притом наступательной мощи.

### Восприятие мифа в Античности

#### Эллинизм — иудеи — христиане
После Платона миф об Атлантиде не особенно часто упоминался в античной литературе, вызвав как сочувственное отношение, так и насмешки. Феопомп Хиосский, судя по переложению Элиана («Пёстрые рассказы», 3, 18), написал своего рода пародию на политический миф «Крития» и «Государства», которая была воспринята и епископом Тертуллианом («Против Гермогена», 25, 5). Отношение к Атлантиде Аристотеля обычно оценивается по упоминанию у Страбона («География», II, 102 и XIII, 598), который противопоставлял Аристотеля географу и философу-стоику Посидонию Апамейскому (стороннику существования Атлантиды), использовав знаменитую фразу: «Тот, кто её построил, тот её и разрушил». Однако в сохранившемся трактате Аристотеля «О небе», который затем в своей аргументации использовал Колумб, говорится, что «область Геракловых столпов соприкасается с областью Индии и что в этом смысле океан един», ибо и в Африке, и в Индии водятся слоны. Отвергая Атлантиду (или, по П. Видалю-Наке, вовсе не интересуясь ею), в трактате «Метеорологика» (2, 1, 354а, 22) Аристотель повторяет Платона, заявляя, что море за Геракловыми столпами несудоходное, заиленное и недоступное.
Плутарх в «Жизнеописании Солона» (26, 1; 31, 6 — 32, 2) явно пытался дополнить платоновский рассказ. Путешествие Солона в Египет датировано периодом после введения законов в Афинах, а также называются имена жрецов — собеседников Солона: Псенофис из Гелиополя и Сонхис из Саиса. По Плутарху, Солон начал обширный труд, темой которого были «история (logos) или сказание (mythos) об Атлантиде». Упоминается у Плутарха и «Критий», но он называется при этом «Атлантическим» диалогом, созданным Платоном на закате дней и так и не оконченным. Афиней в своём «Пире мудрецов» (XIV, 690а) цитирует краткий фрагмент из «Крития» (115b) относительно значения слова «пустыня». У Аммиана Марцеллина (XVII, 7) в рассуждении о разных типах землетрясений (в частности, в Никомедии в 358 году) говорится, что извержение вулкана может оказаться столь мощным, что оно могло привести к уничтожению острова «больше Европы» в Атлантическом океане. Пьер Видаль-Наке отметил, что Аммиан, возможно, не опирался на Платона напрямую; при этом он не выражал скепсиса, как Плиний Старший.
У иудейских авторов Атлантида впервые упоминается в трактате Филона «De Aeternitate Mundi» («О вечности мира»), но примерно в тех же выражениях, что и у Плиния Старшего: если одни острова выступают из моря, то другие погружаются. Примером является то, что Атлантида в одну ночь была поглощена морем, а море стало глубокой несудоходной бездной (последнее противоречит и Платону, и Аристотелю). Тертуллиан упоминал Атлантиду в «Апологетике» (XXX, 1) в контексте, что римляне должны усвоить, что не христиане отвечают за любую природную катастрофу. Напротив, для Арнобия («Против язычников») Атлантида и поход её жителей против Афин такое же историческое событие, как походы Александра Македонского.

#### Прокл Диадох
Объёмный комментарий к «Тимею» оставил философ Прокл Диадох. Пьер Видаль-Наке отмечал, что в труде Прокла содержится одновременно и истолкование мифа об Атлантиде, и его собственная герменевтика. Мифу об Атлантиде посвящена вся первая книга комментария Прокла, изобилуя ссылками на неоплатоников, включая Порфирия. Хотя рассказ об Атлантиде в «Тимее» краток, Прокл только упоминал о «Критии», называя этот текст вспомогательным. Будучи одновременно платоником и пифагорейцем, Прокл поместил «Тимей» и в контекст пифагорейской космологии, тогда как «Критий» — это иллюстрация к «Государству» и помещён в контекст этого диалога. Когда Платон сообщает, что дед Крития узнал предание на празднике инициации Куреотис, то есть постиг его в том возрасте, когда граждан обучали священной истории, это означает, что предание об Атлантиде находится всецело в русле мифологической традиции. Прокл подчёркивает поучительность предания об Атлантиде, ибо образно передаёт историю космоса, подобно тому как «мифы передают события через символы». Таким образом, Прокл однозначно характеризует рассказ об Атлантиде как дидактический миф, которым Платон, оставаясь в пространстве общеизвестных мифологических событий и персонажей, сообщал свои собственные воззрения, переводя их в философский контекст. Анализируя рассказ Платона, Прокл начинает с сообщения египетского жреца о катастрофах, предшествующих гибели Атлантиды. Прокл доверяет традиции и верит в реальность мировых катастроф. Однако, как и Тимей, будучи пифагорейцем, Прокл утверждает, что катастрофа знаменует начало нового мирового периода, в котором история должна пройти новый цикл становления, упадка и гибели. Поскольку у пифагорейцев главными мировыми стихиями являлись огонь и вода в их диалектической взаимосвязи (Солнце и Луна, мужское и женское начала и проч.), очередной мировой эон кончается победой то одной, то другой из первостихий. Гибель Атлантиды относилась к глубочайшей древности: в «Критии» сообщается, что потоп, погубивший Атлантиду, — третий перед Девкалионовым. Египетский жрец, укоряя Солона в беспамятстве его соотечественников, уточняет, что потопы как причины мировых катастроф чередуются с пожарами. Для Прокла главным событием периода, в который существовала Атлантида, является её война с пра-Афинами, что является символом космического противоборства и титаномахии: титан Атлант — брат Прометея и враг Зевса, дочь Зевса Афина — покровительница Афин. Согласно Проклу, Платон историей Атлантиды иллюстрировал победу космического Разума над силами Хаоса.
Реальности Атлантиды как таковой Прокл не отвергал, даже спорил по этому поводу с Крантором. Однако реальность Атлантиды — мифологическая, того же плана, как и происхождение афинян от Гефеста и Геи или гибель Фаэтона. Также Прокл не считал, что традиционная и платоновская мифология противопоставлены друг другу, и в одном месте своего комментария ссылается на явно мифологическое свидетельство из книги «Эфиопика» некоего Марцелла (все античные «Эфиопики» носили сказочно-утопический характер). При этом Прокл сравнивал Атлантический океан с преисподней.

#### Козьма Индикоплов
П. Видаль-Наке называл «последним из древних, передавших традицию об Атлантиде», христианского писателя VI века Козьму Индикоплова. Имя это означает «Человек Космоса, который плавал в Индию», а его сочинение «Христианская топография» представляет собой библейский комментарий ко всему Космосу. Свидетельства об Атлантиде находятся в финальной книге (XII, 2-8) этого сочинения и помещены в контекст библейского Потопа. По Козьме, предание о Потопе известно халдеям, но не грекам, за исключением одного философа Тимея. Со ссылкой на Тимея говорится, что Атлантида находилась в океане к западу от Гадейры, а затем оттуда пришли «десять царей с потусторонней земли», завоевав Европу и Азию, но были разбиты афинянами. Далее остров был поглощён водами по повелению Бога. Козьма ссылается также на Платона, Аристотеля и комментарий Прокла, делая вывод, что Тимей «переиначил» Логос Моисея, поменял местами Восток и Запад, а десять царей Атлантиды трактуются как десять колен Израилевых. Индикоплов с уважением высказывался о халдейских и египетских историках, заявляя, что греки появились позже и «поздно научились писать». Отсутствие в греческих сочинениях событий библейской истории объясняется тем, что, проживая далеко от Иудеи и Египта, греки «не заметили этих событий, потому что никак в них не участвовали, не видели и не слышали. Вот почему они не верили в божественное Писание». Лишь апостолы, совершив чудеса, заставили греков уверовать, но это «малая вера». «И поэтому справедливо, что один египтянин по имени Соломон сказал Платону: греки — всегда дети; грек никогда не станет стариком, и у вас нет никакого учения, убелённого сединой времени». Здесь очевидно, что Козьма перепутал жреца и Соломона, и Солона с Платоном. Это же искажение имеется у Евсевия Кесарийского в «Хронике» (I, 3-4) и в «Приготовлении к Евангелию» (X, 4,19). Наконец, Козьма определяет историю нападения атлантов на Афины как «явную выдумку».

### Средневековье — Ренессанс
В средневековой Европе, культура которой основывалась на латинском языке, существовал частичный перевод «Тимея», выполненный ещё IV веке Халкидием, но в целом Атлантида находилась на периферии философской мысли. На средневековых картах, где указывались разнообразные мифические земли, Атлантида отсутствует, хотя в Каталонском атласе (1375) или на карте фра Мауро (1459) обозначено царство Пресвитера Иоанна и даже место, где объявится Антихрист. Вновь интерес к Атлантиде возник, когда Марсилио Фичино перевёл платоновский корпус (1485 год), в составе которого находился и «Критий», написав в комментарии, что предание об острове истинно в платоновском смысле слова, то есть не даёт возможности нанести землю Атланта на карту. Христофор Колумб, как это известно со слов его сына, платоновской Атлантидой не интересовался, однако ассоциация с открытым Новым Светом возникла почти мгновенно (впервые в послании Пьетро Мартире д’Ангьера от 1 ноября 1493 года). В XVI веке восприятие Нового Света шло в русле сразу двух концептуальных традиций: греко-римской и библейской; последняя представала как носительница божественной истины. Синтез их осуществил в 1527 году епископ Чьяпаса Бартоломе де Лас Касас, заявив, что, по крайней мере, часть описанного Платоном материка избежала уничтожения и была открыта европейцами. Джироламо Фракасторо в поэме о сифилисе 1530 года использовал собственное переложение «Тимея»: индейский жрец поведал испанским завоевателям, что аборигены являются атлантами, на которых пал божественный гнев — сначала была затоплена Атлантида, а затем на выживших обрушились недуги. У Фракасторо наиболее примечательно полное отсутствие христианского элемента, все описания помещены в контекст античных и индейских мифов. Параллельно конкистадоры попытались включить индейцев в число потомков Ноя, «дабы признать в них людей». Даже Христофор Колумб, направляясь в Азию, взял на борт еврея-переводчика, рассчитывая найти потомков затерянного колена Израилева. Далее миф о десяти пропавших коленах был легко отождествлён с платоновской Атлантидой: в 1578 году Этьенн выпустил корпус Платона в переводе на латынь Жана де Серра, в комментарии к которому говорилось, что Атлантида — это допотопный мир.
Наибольший интерес к Атлантиде возник в морских державах XVI века, претендовавших на колонизацию Нового Света.
В Англии Гилберт при обосновании достижения Китая по Северо-Западному проходу прямо заявил, что «Атлантида теперь называется Америкой и была всегда известна как остров», хотя часть её погрузилась в море. Джон Ди также предпочитал название «Атлантида» названию «Америка» или «Вест-Индия» (и, будучи ренессансным магом, вызывал духов из Атлантиды). Хаклюйт утверждал, что Платон «определённо описал Вест-Индию» и что в классической древности уже имелось «некоторого рода неясное представление и несовершенные сведения» о Новом Свете. В Испании при дворе Карла V и Филиппа II прошло несколько дискуссий о Новом Свете, его обитателях и их происхождении. Первым испанским историографом и космографом, который прямо цитировал «Тимей» и «Критий», оказался Франсиско Лопес де Гомара, в «Общей истории Индий» (1552) также отождествивший Америку и Атлантиду, не заботясь вопросом согласования реальности и мифа. В частности, он ссылался на то, что в языке науа корень атль означал «воду». Ранее Гонсало Фернандес де Овьедо в «Общей и естественной истории Индий» (1535) отождествил Антильские и мифические Гесперидские острова, что являлось обоснованием прав Испании на эти земли. Наиболее крайнюю позицию занял нидерландский врач и гуманист на испанской службе Горопиус Беканус (Ян ван Горп), в трактате «Испаника», опубликованном посмертно в 1580 году. Беканус отождествил библейский Фарсис и геродотовский Тартесс, расположенный на территории Испании, со столицей Атлантиды, основанной братьями Атлантом-Тартессом и Улиссом-Геспером, которые также являются внуками Иафета. Короли Испании являются наследниками Атланта, имея тем самым права на Африку и Америку. Также и Педро Сармьенто де Гамбоа в своей «Общей истории, называемой Индика» (1572) указывал, что Атлантида-Америка принадлежит королю Филиппу II по божественному праву. В 1589 году вышла «Естественная и нравственная история западных Индий» Хосе де Акосты, одного из основателей научной этнографии, который отделил миф об Атлантиде от мифа о десяти коленах Израилевых. Последователем метода Акосты явился Мишель де Монтень, который в книге 1 «Опытов» (глава XXXI), не отрицая возможности изменений ландшафта под действием морских потопов, сомневался в отождествлении Атлантиды и Америки, ибо «открытия мореплавателей нашего времени с точностью установили, что это не остров, но материк, примыкающий… к землям, расположенным у того и другого полюса…».
После кончины Фрэнсиса Бэкона был опубликован его неоконченный текст «Новая Атлантида» (1627). По жанру это утопия, автор-рассказчик которой, путешествуя по Южному морю из Перу в Китай, попадает на остров Бенсалем, где существует сообщество учёных, «нечто вроде Александрийского музея». По мнению П. Видаля-Наке, если отвлечься от многочисленных деталей повествования, окажется, что миф Бэкона ближе к платоновскому, чем у любого из его современников, «как если бы империализм атлантов и афинян был преобразован в исследовательский центр». Первую карту Атлантиды представил знаменитый учёный-полимат Афанасий Кирхер в трактате «Подземный мир» 1664 года, в котором выдвинул предположение, что остатками Атлантиды являются Канарские острова, а потомками атлантов — гуанчи. Карта Кирхера своей кажущейся правдоподобностью привела к созданию малого мифа о расположении Атлантиды посреди Атлантики, а также привело к отождествлению гибели Атлантиды и библейского Потопа.
Параллельно в XVII веке миф об Атлантиде трансформировался под воздействием начавшейся научной революции, одновременно приобретая националистические черты. Ярчайшим примером такой трансформации является «Атлантика» (лат. Atlantica sive Manheim, vero Japheti posterorum sedes ac patria «Атлантика, или Род человеческий, истинное обиталище и страна потомков Иафета») Олафа Рудбека. Ещё современники отмечали, что Рудбек предпринял синтез платоновского мифа не с Библией, а с «Эддой». Таким образом, Атлантида Рудбека располагалась в Швеции, а её столица — в Уппсале. Для доказательства Рудбеку потребовалось разобрать истоки всех народов Европы и Азии и источник всех их древних традиций. Рудбек попытался обосновать, что Атлантида — это родина потомков Иафета, сына Ноя, руны предшествуют финикийским и греческим буквам, и категорически отвергал авторитет Геродота, ибо греческий историк отказывал северным народам в цивилизованности и цивилизаторской миссии. Метод Рудбека Пьер Видаль-Наке описывал так: «Парадокс состоит в том, что историю Атлантиды мы знаем от Платона, но при этом выясняется, что греки лгали нам, не переставая. В конечном итоге, хотел того Рудбек или нет, но он всё-таки заменил Израиль Атлантидой в роли избранного народа». Успех «Атлантики» в Европе был связан и с авторитетом Рудбека как последователя Коперника и Декарта, ботаника и физиолога, и также с политическим доминированием Швеции в конце XVII века, что делало трактат удобным обоснованием национального мифа шведов, «готского национализма». П. Видаль-Наке также отмечал, что в течение XV—XVII веков, когда миф об Атлантиде вернулся в западную общественную мысль, обращавшиеся к этой тематике авторы оставались христианами, которые пытались Священное Предание и Библию (ось мировой истории) соединить с «деяниями потомков Атланта», подчас самым причудливым образом. Использование античной мифологии позволяло «играть» на двойственности сакрального и профанного миров или их изоморфизме, ибо игра с мифологией не была в глазах христианского духовенства «кощунством или изменой».

### Эпоха Просвещения
В XVIII веке сюжет об Атлантиде рассматривался в прежнем контексте исследования единства религиозной истории человечества. В 1680 году епископ Пьер-Даниэль Юэ опубликовал трактат «Demonstratio Evangelica», в котором попытался показать единство Священного предания, в том числе то, что античная мифология являлась искажением Откровения. Юэ упоминал и об Атлантиде, используя примерно ту же аргументацию, что и Франсиско де Гомара, именуя мексиканцев наследниками атлантов. Как отмечал П. Видаль-Наке, толкование мифа об Атлантиде окончательно перестало быть предметом историографии или высокой критики, оставшись целиком в сфере гнозиса; то есть произвольный текст (в том числе «Критий» или Откровение Иоанна Богослова) становился объектом дешифровки и извлечения некой глубоко сокрытой тайны. Последователи Юэ часто упоминали о еврейском влиянии на мысль Платона, из чего делался вывод, что под образом Атлантиды следует понимать Палестину. В сочинении адвоката Клода Оливье, вышедшем в 1726 году, говорится, что «Солон беседовал с египетскими жрецами об истории евреев и Мексики», а разделение Атлантиды на десять частей соответствует числу заиорданных колен Израилевых, известных египтянам. В Германии и Скандинавии подобный подход сливался с нордическим мифом Рудбека, где пастор Шарбау из Любека в 1731 году в своём трактате Observationes sacrae quibus varia Sacri Codicis utriusque foederis loca illustrantur ссылался на Оливье. Шведские священники Эврениус и Бэр активно полемизировали по вопросу об Атлантиде в 1750-е годы, причём Бэр, писавший по-французски и служивший в посольстве Швеции во Франции, стал объектом критики Дидро. Аргументацию Бэра использовал в полемике с Вольтером аббат Жак Жюль Бонно, также утверждавший, что атлантические пассажи Платона являлись искажением слов Моисея и Атлантида сводится к «ряженой Иудее». В последующей полемике клириков с энциклопедистами подобные аргументы повторялись многократно и остались действенными и в XX веке, в фундаменталистских кругах США и Израиля, как иудейских, так и протестантских. Миф об Атлантиде мог использоваться и в политическом контексте, как у апологетов объединения Италии. Так, в трудах графа Джан Ринальдо Карли (1720—1795) народы Италии являются одновременно наследниками Атлантиды и всей античной культуры. Оригинальность построениям Карли придаёт то, что граф доказывал, что ещё до появления этрусков древние италийцы сообщались как с Грецией, так и с Америкой-Атлантидой. Божество Янус провозглашалось древним царём-завоевателем, пришедшим из Атлантиды, наследником Сатурна. Граф Карли заявил, что потоп, погубивший Атлантиду, не может быть потопом Книги Бытия, а также отвергал любые сообщения Геродота на том основании, что тот «вообще не знал Европы». Несмотря на то, что логика Карли полностью повторяет построения Рудбека, нордическая версия шведа подвергается жесточайшей критике.
Французские просветители, не исключая Вольтера, Фрере или Д’Анвиля, однозначно считали платоновские писания об Атлантиде философским мифом, «размышлениями скорее блистательными, чем правдоподобными». Впрочем, Вольтер был склонен отождествлять Атлантиду с Мадейрой. Как отмечал П. Видаль-Наке, первым из просветителей, «понявшим то, что никто не понимал со времен Платона: Атлантида была маскировкой для империалистических, морских Афин», оказался придворный антиквар Сардинского короля Джузеппе Бартоли. Указанная идея прозвучала в опубликованной по-французски в Стокгольме «Речи, которую Его Величество король Швеции произнёс на открытии риксдага на шведском, переведенной на французский и на итальянский стихами, с опытом по историческому истолкованию, которое Платон дал своей Атлантиде и которое до настоящего времени не принималось в расчёт». Однако Бартоли слишком опередил свою эпоху: современники насмехались над ним, не осознавая, что «необходимо политическое толкование мифа, созданного Платоном, и для того, чтобы его понять, необходимо сперва прочесть Фукидида».
«Водоразделом» в историко-филологическом изучении текстов Платона стал 1841 год, когда французский эллинист Тома-Анри Мартэн выпустил в свет монографию «Études sur le Timée de Platon», удостоенную премии Французской академии. Осуществив перевод трактата, Мартэн целую главу посвятил анализу различных свидетельств в пользу историчности Атлантиды. Результатом стал вывод об отсутствии греческого предания об Атлантиде, существовавшего до Платона. В 1860 году немецкий филолог-классик Франц Зуземиль впервые доказал, что платоновские ссылки на египетское предание — литературная фикция. К началу XX века литературная природа платоновского мифа была полностью установлена в трудах немецких антиковедов Эрвина Роде и Ульриха фон Виламовица-Мёллердорфа.

## Псевдо- и паранаука: «атлантология»

### Цивилизации по обе стороны Атлантики
Ещё в середине XVIII века по мере пересмотра библейской картины естественной истории, в частности продолжительности геологической истории, гипотеза Атлантиды могла использоваться в рамках полемики с теологами. Знаменитый натуралист Жорж Бюффон располагал Атлантиду близ Пиренейского полуострова и Западной Африки, утверждая, что после затопления острова океанские воды прорвали Гибралтарский пролив и образовали Средиземное море. Аналогичную гипотезу выдвинул геолог Жан-Батист Бори де Сен-Венсан, опубликовавший карту, реконструирующую древний континент в области архипелагов Мадейра, Канарского и Азорского. Гибель Атлантиды, согласно его утверждению, имела в основе вулканические явления. Впрочем, в научном наследии серьёзных учёных-естественников гипотеза Атлантиды имела малое значение. С начала XIX века, по мере открытия и начала археологического исследования доколумбовых культур Америки, идея Атлантиды (так же, как и десяти колен Израилевых) сильно прогрессировала в среде первых индеанистов. Томас Джефферсон, один из отцов-основателей США, проведя раскопки древних курганов Виргинии, пришёл к выводу, что их насыпали коренные американцы, но его рациональная позиция не была характерна для той эпохи.
Фламандский миссионер Шарль-Этьен Брассёр де Бурбур, служивший сначала в Канаде, а затем в Мексике и Гватемале, известен изучением эпоса киче, а также как первооткрыватель ряда исторических источников первостепенной важности. Именно Брассёр де Бурбур обнаружил в Мадриде сокращённую копию рукописи епископа Юкатана Диего де Ланда (в свою очередь, одного из пионеров «теории» еврейского происхождения индейцев), содержащую ключ к дешифровке письменности майя. В 1864 году Брассёр де Бурбур, опираясь на труды де Ланда и собственные полевые исследования, попытался «перевести» Мадридский кодекс, точнее одну из известных в то время его частей, так называемую «Рукопись Троано». В результате вместо жреческого требника, руководства по гаданию и астрологического альманаха у аббата получился полубессвязный эпос о катастрофе, извержении вулкана и гибели целой страны — праматери всех важнейших культур по обе стороны Атлантического океана. Брассёр утверждал, что названием погибшей страны было не Атлантида, а «Му» (П. Джордан иронически комментировал, что аббат «запустил ещё одного долгоживущего экзота в среду „альтернативной археологии“»). Спекуляции Брассёра де Бурбура на тему Атлантиды были развиты фотографом и путешественником Огюстом Ле Плонжоном, в «переводе» которого Мадридского кодекса появилась «Земля Му», уничтоженная за одну ночь вулканических извержений и цунами вместе с 64 миллионами её обитателей «за восемь тысяч лет до создания рукописи», хранящейся в Мадриде. В собственной версии истории Ле Плонжона появился романтический сюжет о царице Му и принце Акохе. Царица Му правила в колонии атлантов на Юкатане, но была принуждена бежать в другую колонию в Египет, где стала известна под именем Исиды и воздвигла Сфинкса в память о своём убиенном супруге. Среди прочих экзотических утверждений Ле Плонжона содержалось и то, что древние майя как потомки атлантов создали электрический телеграф и метрическую систему, а также иерархию масонства. Иными словами, Ле Плонжон окончательно оторвался от мейнстримной науки своего времени, оказавшись в сфере оккультизма.
Во второй половине XIX века начались систематические океанографические исследования, первоначально в связи с протяжкой трансатлантического телеграфного кабеля. Работы по его прокладке не обнаружили на дне Атлантики никакого затонувшего континента, что способствовало интересу апологетов затонувшего континента к гиперборейской тематике.

### Игнатиус Доннелли и его вклад в развитие мифа об Атлантиде
По определению множества критиков и исследователей, создателем дисциплины «атлантологии» или, по крайней мере, наиболее авторитетным автором среди атлантологов, претендующих на научность аргументации и изложения, является американский политик Игнатиус Доннелли, опубликовавший свой труд «Атлантида: мир до потопа» в 1882 году. По определению Лайона Спрэг де Кампа, именно Доннелли превратил атлантологию «в популярный культ», одновременно представив своего рода «центристский взгляд на Атлантиду», равноудалённый как от оккультизма, так и от строгой науки. Большинство авторов книг об Атлантиде, которые претендуют на наукообразность, фактически повторяют взгляды Доннелли и черпали у него материал. Археолог Кеннет Федер именовал книги Доннелли (ещё «Рагнарок» 1883 года) важнейшими для культа Атлантиды после диалогов самого Платона.
Метод Доннелли может быть обозначен как «синкретизм», то есть для «доказательства» существования Атлантиды использовались любые мыслимые сведения из любой области знания. В частности, именно американский политик заявил, что потоп, упоминаемый в Библии, у американских индейцев и у Платона — это одно и то же явление, стихийное бедствие, поразившее в одно и то же время Америку и Ближний Восток. Боги греков и финикийцев — это цари Атлантиды, получившие в разных культурах имя «семитов» или «ариев». Для манеры изложения Доннелли чрезвычайно важным является противопоставление «цивилизации» и «варварства»: эти термины обозначают полярные состояния человеческого бытия. «Внезапное» появление цивилизации в разных регионах земного шара объясняется тем, что Древний Египет, Древняя Ирландия, Тартесс и долина Миссисипи были колониями атлантов, а их жрецы-«арии» сделались учителями всего мира. Согласно П. Видалю-Наке, Доннелли повторял логику авторов XVIII века, писавших о возникновении цивилизации, однако американец являлся свидетелем великих колониальных захватов и оперировал понятием единой великой атлантической цивилизации. В известной степени его можно признать приверженцем диффузионизма, так как Доннелли утверждал, что великие изобретения не могли быть повторены случайным образом в разных культурах («Если так, тогда все дикари должны были изобрести бумеранг, у всех дикарей были бы гончарные изделия, луки и стрелы, пращи, палатки и каноэ»). Таким образом, доказательством существования Атлантиды является наличие у культур обоих побережий Атлантического океана пирамид, погребальных курганов и иных сходных элементов культуры и искусства. Доннелли даже пытался использовать «алфавит де Ланда», чтобы доказать, что письменность древних майя привела к возникновению латинского алфавита. В этом он был последователем Ле Плонжона и так же заявлял, что мифы Старого Света являлись отражением древней истории Атлантиды, царями которой были Посейдон, Тор, Мелькарт, титаны и фоморы. Повторял он Ле Плонжона и в том, что «треть языка майя — это греческий язык». Мифы о древнейшем рае золотого века во всех мифологиях — это также память об Атлантиде. То есть Доннелли создал текст, «маскирующийся» под позитивистскую историю XIX века, хотя в своей основе не имел ничего общего с исторической наукой и наукой вообще. Концепция Доннелли о столкновении Земли с кометой как причине всемирного потопа через полвека стала основой учения Иммануила Великовского. Согласно К. Федеру, сам Доннелли понимал, что простого сопоставления древних культур и поиска очевидных сходств и параллелей в их достижениях недостаточно для убедительной аргументации, и возлагал надежду на прогресс археологии в будущем.
Доннелли фактически заложил тенденцию к рационализации мифа об Атлантиде и многочисленным попыткам соединить его с достижениями науки. Французские географы и геологи примерно в одно время с И. Доннелли начали разработку африканского источника платоновского мифа и попытки обосновать локализацию исторически существовавшей Атлантиды в Северной Африке. Этьен-Феликс Берлиу в 1883 году опубликовал работу, в которой доказывал, что горный массив Атласа в древности был со всех сторон окружён морем. Свою задачу он формулировал как рационализацию загадки затонувшего острова, которая «убрала бы Атлантиду из области химер». Именно эта концепция легла в основу романа «Атлантида» Пьера Бенуа, вышедшего в 1919 году. Немецкие антропологи и археологи также попытались «отыскать» Атлантиду в Африке: Пауль Борхардт в Тунисе, а Лео Фробениус в устьях Нигера и Конго.

### Атлантида в Эгеиде: от Авраама Норова до Ангела Галанопулоса
По мере развития научного антиковедения и классической археологии, в середине XIX века появилось несколько гипотез, авторы которых пытались отыскать источники платоновского мифа, не слишком отдалённые от цивилизационного ядра Древней Эллады. Одним из первых оказался русский путешественник, в будущем министр народного просвещения и академик A. C. Норов, который в 1834—1835 годах посетил Египет и Святую Землю. В его травелогах («Путешествие по Святой Земле в 1835 году» и «Путешествие к семи церквам, упоминаемым в Апокалипсисе») представлена отдельная глава об Атлантиде; этому же предмету посвящена небольшая книга 1854 года «Исследования об Атлантиде», напечатанная в типографии Академии наук. Норов систематически пересказывал платоновский миф по первоисточнику и, вероятно, первым предположил, что в Средиземноморье некогда имелся обширный участок суши между Кипром и Сицилией, ныне затопленный, существование которого обосновывал изобильным цитированием античных и арабских авторов. Однако, будучи православным консерватором, А. С. Норов предпочитал следовать логике протестантских писателей, которые пытались примирить античную мифологию и библейскую картину мира, утверждая, что дешифровать миф Платона можно только на основе Священного Писания, отождествляя платоновские и библейские топонимы. В 1872 году французский химик и популяризатор науки Луи Фигюэ впервые предположил, что в основе платоновского мифа лежали смутные воспоминания о разрушении древней средиземноморской цивилизации, и также впервые связал эту катастрофу с извержением вулкана.
В 1909 году английский историк и археолог Кингдон Фрост выпустил без подписи заметку в газете «Таймс» (19 февраля) под названием «Пропавший континент», в которой впервые выявил некоторые параллели между платоновским мифом и минойской цивилизацией, что подчёркивалось в редакционном ответе («…если считать, что у истории Платона вообще было какое-то реальное основание, то в свете недавних открытий воспоминания о великом минойском царстве на Крите, сохранившиеся и в его время, могли быть таким основанием»). После начала раскопок на Санторини в 1939 году греческий археолог Спиридон Маринатос впервые обосновал связь упадка цивилизации Древнего Крита и сильнейшего извержения вулкана на острове Тира, произошедшего около 1500 года до н. э. При этом Маринатос не выходил за пределы строгой науки, так как его интересовали источники платоновского мифа, и он полагал, что на Платона могли опосредованно воздействовать египетский сюжет о потерпевшем кораблекрушение и шумерский миф о потопе. Англоязычная версия статьи Маринатоса вышла в 1950 году.
Как отмечал Р. Эллис, истинным автором «средиземноморской теории» явился греческий сейсмолог Ангел Галанопулос, впервые обратившийся к данной тематике в 1960 году. Утверждая, что «Тимей» и «Критий» содержат вполне реалистический сюжет, Галанопулос, во-первых, отверг Платонову датировку (так как за 9000 лет до н. э. не было ни греков, ни даже древних египтян) и, во-вторых, привязал к извержению на Санторини миф о Девкалионовом потопе. В дальнейшем он также связывал греческие и библейские сюжеты, считая, что Минойское извержение вызвало казни египетские и миф о Фаэтоне. Галанопулос заявил, что все даты и линейные размеры, приведённые у Платона, следует уменьшить в десять раз, что сразу позволит отождествить их с конкретными объектами на Крите и на Кикладах. Также Галанопулос придерживался концепции периферийности царств Крита по отношению к Атлантиде-Санторину. Его взгляды повлияли на английского конструктора подводных аппаратов Джеймса Мейвора, который в 1967 году провёл первые подводные исследования на острове Тира, вызвавшие сенсацию по всему миру, так как они совпали с открытием Акротири. Сенсация вызвала раздражение Маринатоса, который считал шумиху вредной для истинного познания Эгеиды бронзового века. Данной тематикой заинтересовался и Жак-Ив Кусто, который на средства греческого правительства в 1975—1976 годах обследовал Эгейское море и придонные отложения острова Тира, в конце концов объявив, что платоновский миф не имеет соответствий с реальностью. В 2011 году автор сенсационных теорий Гэвин Мензис выпустил книгу, в которой, отождествляя Санторин и Крит с Атлантидой, доказывал, что минойцы освоили океанское судоходство и не только колонизировали Британские острова с их месторождениями олова (и построили Стоунхендж), но и доставляли медь из региона Озера Верхнее, первыми из европейцев добравшись до Америки. Существовали и иные выкладки: так, геоморфолог Эберхард Цанглер, опираясь на аргументы антиковедов (в том числе П. Видаль-Наке и П. Джилла), что стилистика повествований об Атлантиде Платона напоминает описания греческих историков, попытался доказать, что под Атлантидой подразумевалась Троя.
Шанталь Фукрие комментировала: «Нет необходимости составлять исчерпывающий перечень… гипотез об Атлантиде, чтобы утверждать, что их множественность во многом связана с развитием археологии в конце [XIX] века». Археолог К. Федер отмечал, что к 2010-м годам археологические раскопки позволяют судить, что эгейская цивилизация не прекратила своего существования и через триста лет после извержения Санторина, а так как «мгновенное уничтожение Атлантиды является ключевым компонентом истории Платона», одно это полностью опровергает эгейскую гипотезу. Крайне маловероятно, что от II тысячелетия до н. э. ко времени Платона сохранились хоть какие-то письменные источники, не говоря об устном предании. Более того, любые попытки сопоставления эгейской цивилизации с описаниями Атлантиды требуют элиминирования существенных деталей в платоновском мифе или изменения ряда параметров. К. Федер попытался построить перечень археологически проверяемых морфологических признаков цивилизации Атлантиды, какой она представала из «Тимея» с «Критием»: размер территории, ландшафт, укрепления, металлургия, животноводство и проч. Таковых признаков в «Тимее» можно выделить шесть, а в «Критии» 47, то есть суммарно 53. При попытке соотнести эти признаки с минойской цивилизацией наблюдалось единственное совпадение, относящееся к царскому дворцу («поразительное по величине и красоте сооружение»), да и то настолько общее, что применимо к любой дворцовой постройке любой культуры. С некоторой натяжкой можно принять ещё три описания из «Крития»; иными словами, платоновские описания более чем на 80 % противоречат действительно существующим признакам цивилизации на Крите и Тире, в очередной раз подтверждая, что описание Атлантиды у Платона — авторский миф, «не история, но притча». Специалисты по философии и историософии Платона постоянно подчёркивают, что конкретные детали своего мифа Платон извлёк не из предания и не нуждался в (возможно, существовавших) смутных сведениях о тысячелетней древности минойской цивилизации.

### Атлантология и геология
В 1975 году Индианский университет в Блумингтоне организовал панельное обсуждение существования Атлантиды, объединившее специалистов из разных областей знания. Из профессиональных геологов в проекте приняли участие вулканолог Дороти Виталиано (Геологическая служба США, автор термина «геомифология») и геоэколог и лимнолог профессор Герберт Райт (Университет Миннесоты), работавший как палеэколог во многих археологических экспедициях. Д. Виталиано сразу пояснила, что единственным источником сведений об Атлантиде являются диалоги Платона, поэтому решение вопроса, содержится ли в мифе некая точная научная информация, зависит от изначальной позиции исследователя. Позиций в строгом смысле существует всего три: буквалистское восприятие сообщений «Тимея» и «Крития»; выборочное отношение («серьёзное, но не буквальное») к сообщению о катастрофе; историко-филологическое изучение авторского мифа Платона. Представителем первого направления — буквалистского — являлся Игнатиус Доннелли. Выдвинутые им в обоснование платоновского мифа тезисы об опускании ниже уровня моря и подъёма выше уровня моря массивов суши с точки зрения геологической истории верны, но по отдельности, а не в комплексе. Иными словами, геологически невозможно, чтобы большой остров «погрузился под воду за один день и за одну ночь». Объекты катастрофических вулканических явлений, как древний Санторин, или Кракатау, по площади не превышают нескольких десятков квадратных миль. Доннелли впервые использовал в пользу своей аргументации (о расположении Атлантиды посреди одноимённого океана) открытие срединно-океанического хребта: при неизученности океанского дна в 1880-е годы вполне можно было предполагать, что Азорские или Канарские острова являются высочайшими вершинами затонувшей суши. Однако спустя сто лет можно уверенно исключить существование затонувшего острова или материка существенных размеров посреди любого из океанических бассейнов, а не только Атлантического. Исследования сейсмических волн позволили определить, что материал земной коры, образующий континенты и континентальный шельф, отличается от породы, слагающей океанское дно. Атлантический океан образовался около 100 миллионов лет назад в меловом периоде, а Атлантический срединно-океанический хребет в геологическом отношении является одной из «молодых» глобальных структур, и дно океана продолжает расширяться. Уточнённая концепция литосферных плит устранила необходимость «сухопутных мостов», являвшихся во времена Доннелли респектабельной гипотезой.
Второй, «выборочный» подход позволяет гораздо более широкий разброс хронологии и локаций. Авторам атлантологических построений второго типа приходится решать, какие сведения из Платона следует считать недостоверными или уточнять. Льюис Спенс, приняв за основу атлантическую версию Доннелли, был вынужден признать огромный срок затопления Атлантиды и то, что Платонов материк окончательно затонул за 9000 лет до Солона, то есть 11 500 лет назад. В результате Спенс рассуждал о двух остатках великого Атлантического материка — «Антилии», затонувшей около 25 000 лет назад (в Вест-Индии), и собственно Атлантиды. Обитателями Атлантиды являлись палеолитические кроманьонцы, некоторые из которых, избежав потопа, положили начало современным европейцам. Спенс же впервые ввёл один из часто используемых постулатов атлантологии: во время ремонта оборванного телеграфного кабеля в 1898 году в 500 милях к северу от Азор с глубины 1700 саженей извлекли осколки базальта, который признали напоминающим лавы Мон-Пеле, то есть данный материал якобы застыл в атмосфере, а не под водой (для образования вулканических пород основную роль играет не давление среды, а скорость охлаждения изверженной массы). Аналогичные аргументы можно применять к огромному диапазону локаций, включая Северную Америку, Цейлон, Крым и так далее. Эгейская локация является одной из наиболее разработанных в атлантологии, однако и для Крита и Санторина, а также любой точки Средиземноморья применимы те же возражения, что и для Атлантики. Как иронически выразилась Д. Виталиано: «Даже если призвать внеземные силы для объяснения, как большой остров был уничтожен в результате единовременного катаклизма, это не поможет: геолог сможет опознать его остатки». Эгейская гипотеза привлекательна только тем, что имеет под собой и высокоразвитую цивилизацию, и уничтоженный катастрофой остров. С геологической точки зрения Атлантида существует лишь в платоновском мифе, для объяснений которого не нужна даже эгейская гипотеза.
Герберт Райт также утверждал, что использование геологических аргументов для доказательства существования Атлантиды началось от И. Доннелли. Обычно атлантологи использовали геологическую аргументацию вне контекста, «приводя нелепые аргументы в поддержку любимой версии катастрофического потопа», который точно так же может касаться Пацифиды или иного затерянного континента. Сам Г. Райт попытался верифицировать атлантологические версии с позиции не опускания в море континентальной коры, а, напротив, катастрофического повышения уровня моря. Учёный основывался на дате «Тимея», пытаясь сопоставить её с данными реального таяния ледников Северной Америки в конце четвертичного периода. В результате, как и в случае с вулканическими явлениями, не удаётся установить точную синхронизацию, и любая попытка отыскать связь между мифом Платона и предполагаемым сокращением площади ледников около 12 тысяч лет назад будет следствием натяжек или преувеличений.

### Атлантология и научная методология
Историк и филолог-антиковед Е. Г. Рабинович характеризовала платоновский миф об Атлантиде как яркий пример «контекстуальной беспризорности», поскольку он произвольно включается в любые мыслимые контексты, включая геологические, или так же произвольно из любых контекстов изымается. Впрочем, и сама Атлантида точно так же «беспризорна», ибо помещается в самые разные точки физического универсума.
Рассматривая интеллектуальную историю Нового и Новейшего времени, исследовательница Ш. Фукрие отметила, что после начала испанской Конкисты началась «эпоха веры» в существование Атлантиды, но в последующие XVII—XVIII века интеллектуалы обращались к платоновскому мифу лишь как к теме философствования. Возрождение атлантического мифа в XIX веке теснейшим образом связано с переоткрытием древности, доказательством, что библейские Ассур, Ниневия и Вавилон находились именно там, где располагало их предание. Далее Шлиманом был «подтверждён» гомеровский миф, когда археолог раскопал Трою и Микены, и это активизировало исследование классических археологических памятников Помпей и Египта. Соответственно, и книга Доннелли завершается твёрдой уверенностью, что всего через сто лет «великие музеи мира будут украшены драгоценностями, статуями, оружием и инструментами из Атлантиды, в то время как все библиотеки мира будут содержать переводы её надписей, тем самым бросая новый свет на всё историческое прошлое человечества». Иными словами, рациональная атлантология («доннеллианский диффузионизм») базируется на классическом дарвинизме и позитивизме, оперируя понятием единой природы видов, у которых можно отыскать первопредка и прародину. Однако диффузионизм в философском отношении противоположен дарвинизму: этот последний постулирует «непрерывное творение, постоянное улучшение способностей и адаптации живых существ», тогда как диффузионисты оперировали понятиями утраты, деградации и вырождения: эпигоны и «дикари» не способны унаследовать выдающихся достижений первоначального творения. Лично Дарвин крайне скептически относился к катастрофизму и роли стихийных бедствий для процесса эволюции: «обычная смена поколений никогда не прерывалась и никакой вселенский катаклизм никогда не потрясал весь мир».
Теория дрейфа материков А. Вегенера исключила возможность существования неизвестного материка посреди океана. По определению Ш. Фукрие, «Вегенер — анти-Доннелли: в то время как последний воображал, что внезапная катастрофа (гибель Атлантиды) отделила Новый Свет от Старого, первый постулировал, что произошло медленное и постепенное расхождение двух континентальных масс». Атлантология носит все черты псевдонауки, эклектически смешивая культурные, мифо-религиозные и научные представления. Отвергая креационизм, атлантологи, однако, вынуждены постоянно обращаться к теме библейского Потопа, так как он служит отправной точкой для «доказательства» существования подобного сюжета во всех мировых культурах. Атлантологи широко используют мотивы циклических катастроф, которые могут инспирироваться самыми разными причинами, как в построениях Гёрбигера (Земля периодически поглощает малые небесные тела или луны) или Великовского (Земля регулярно сталкивается с кометами и астероидами). Обычно атлантологические произведения используют драматические сюжеты, обращены к чувствам читателей и подчёркивают иррациональность изображаемого предмета. Антрополог Хосе Имбеллони (Le livre des Atlantides, 1942) был склонен разделять «атлантологию», сохраняющую видимость рациональности, и «атлантизм», базирующийся на фундаменте эзотеризма и оккультизма; аналогично термин «атлантизм» использовал и Герберт Райт. Е. Г. Рабинович в 1983 году рассуждала о «присущем нашей эпохе „атлантическом благочестии“», раскрывая это следующим образом. У каждого культурного явления существует аналог или субститут мифологического времени, «нормативное прошлое». Соответственно, тенденция новоевропейской культуры к удалению сакрализованного пространства — Атлантиды — в область малоизвестного или непознаваемого может означать замену конкретного «самоопределения через прошлое» негативным «самоопределением через гипотезу».
Писатель Пол Джордан рассматривал атлантологию в следующих выражениях: «если бы атлантология никогда не претендовала на статус бо́льший, чем отрасль индустрии развлечений, то было бы мало причин жаловаться на её бесприбыльность». Однако значительная часть авторов, пишущих об Атлантиде, создаёт трактаты, «чрезвычайно утомительные для чтения», которые неизменно завершаются «слабыми выводами», построенными на шатком фундаменте («…неискушённый читатель… в лучшем случае ошибочно примет тяжёлый текст за признак истинной учёности, не обязательно читая внимательно»). Занятия атлантологией П. Джордан считал разновидностью одержимого коллекционерства, в котором предметом собирания выступают не «подставки под пивные кружки или фарфоровые изделия из определённой мастерской», а псевдоданные, группируемые в соответствии с некоторой «заветной теорией». Трактуя психологический профиль типичного атлантолога, П. Джордан (сам археолог по образованию) приводит пример Огюста Ле Плонжона с его инвективами против университетских американистов XIX века, отвергших происхождение цивилизации майя из Атлантиды. Позиция Ле Плонжона оказалась настолько крайней, что в XX—XXI веках атлантологи редко ссылаются на его труды, впрочем, используя ту же логику обвинений по адресу «официальной науки», адепты которой «ничего не знают о древностях и отказываются узнавать о них что-либо, борясь против новых идей и их носителей».

### Советская атлантология
В СССР 1950—1970-х годов возникла ещё одна разновидность атлантологии, лишённая идеологической окраски и основанная на сциентистской вере в безграничность научно-технического прогресса. В 1956 году на страницах журнала «Техника — молодёжи» (номера с девятого по двенадцатый) прошла дискуссия о том, существовала ли Атлантида. Главным апологетом советской атлантологии стал доктор химических наук Н. Ф. Жиров, сторонник атлантической локализации острова или архипелага Атлантида. Первая краткая версия «Атлантиды» Жирова вышла в 1957 году, а в 1964 году была опубликована большая книга, претендующая на всестороннее рассмотрение проблемы. Н. Жиров привлёк большой материал по геологии, географии, геофизике и океанологии, книга богато иллюстрирована картами, схемами и графиками. Претендуя на создание новой науки, автор рассмотрел только для Европы и Средиземноморья 9 морских и 16 континентальных локализаций Атлантиды, лично отдавая предпочтение азорскому варианту. В рецензии на первый (краткий) вариант книги Н. Ф. Жирова историк-майянист Ю. В. Кнорозов сразу же обозначил «атлантологию» как псевдонаучную дисциплину, наиболее видным пропагандистом которой в СССР является как раз Жиров. Рассматривая его аргументацию, Ю. Кнорозов отмечал крайнюю неравноценность источников, используемых Н. Жировым, в первую очередь из-за ссылок на устаревшие или фантастические теории авторов XIX века. Геологическая аргументация не вызывает протестов, и вполне вероятно, что «в Атлантическом океане был материк и этот материк погиб сравнительно недавно. Однако до сих пор подобных доказательств не обнаружено». Между тем, Н. Ф. Жиров использует любые аргументы в пользу того, что в диалогах Платона «Тимей» и «Критий» описан именно этот предполагаемый материк. Кнорозов указывает, что Н. Жиров дезориентирует своих читателей, утверждая, что «Критий» специально посвящён преданию об Атлантиде. Напротив, Платона «как философа чрезвычайно интересовал вопрос о наилучшем государственном устройстве, которое обеспечивало бы внутреннее благоденствие и давало возможность успешно противостоять врагам», и взгляды мыслителя на государство изложены в трёх примыкающих друг к другу текстах «Государства», «Тимея» и «Крития». То есть в античной традиции вообще не существовало исторического предания об Атлантиде, хотя Платон и мог иметь «какие-то смутные сведения о минойской державе». При этом Н. Ф. Жиров вообще не подвергает платоновские диалоги критике, игнорируя имеющиеся комментарии к ним: отбрасывая баснословную древность Афин, он в неприкосновенности оставляет все сообщения Платона об атлантах. Сильное раздражение американиста вызвали ссылки Н. Ф. Жирова на предания о всемирном потопе у американских индейцев, в которых цитируются совершенно фантастические «переводы» Ле Плонжона. Множество иных ошибок содержится в ссылках на похоронный ритуал индейцев майя и другие культурные традиции. В методологическом отношении атлантологи являются приверженцами выведения всех цивилизаций из одного центра, как, например, панвавилонисты. В статье «Смелая научная мысль» археолог А. А. Формозов рассматривал деятельность энтузиастов атлантологов, криптозоологов, уфологов и прочих как проявление дилетантизма, даже если адепты псевдонауки являлись в своей области выдающимися учёными, как, например, Б. Ф. Поршнев. Сомнительность построений Н. Ф. Жирова о возможности единовременного катастрофического погружения обширного участка суши под воду была продемонстрирована во время дискуссии 1965—1966 годов на страницах журнала «Земля и Вселенная». Сам А. Формозов, не считая себя компетентным в вопросах геологии, сосредоточился на использовании Н. Жировым исторических источников. Важнейшей особенностью методологии Н. Ф. Жирова стало то, что в книге 1964 года он отказался от всех платоновских сообщений (включая высокоразвитую цивилизацию XI тысячелетия до нашей эры), за исключением предания о погрузившейся в воды морские Атлантиде. «Научным такой подход никак не назовёшь».
Вплоть до начала 1980-х годов коллеги и последователи Жирова — А. Кондратов, И. Резанов, А. Рыбин, Е. Андреева — активно публиковались в журналах «Вокруг света», «Земля и Вселенная», «Знание — сила», «Наука и жизнь», «Природа» и в альманахе «На суше и на море», выпускали научно-популярные книги на тему атлантологии. Энтузиазм части советского научного сообщества оказался столь велик, что в план океанографических исследований на судне «Академик Мстислав Келдыш» в 1981 и 1984 годах оказались включены и исследования на подводной горе Ампер в 300 милях к западу от Гибралтара, где были обнаружены некие структуры, которые могли быть приняты за руины. В экспедициях участвовал геофизик А. М. Городницкий, который, несмотря на искреннюю веру в существование Атлантиды, лично определил, что обнаруженные «стены» являются естественными образованиями. На волне распада СССР Россию захлестнула волна «атлантомании», которая совершенно не структурирована и основные течения в которой можно выделять лишь условно.

## Оккультизм
По мнению П. Видаля-Наке, «основателем религии оккультизма» (так называемой «Традиции») во Франции явился Фабр д’Оливе, хотя и не претендуя на откровение, поскольку считал себя адептом примордиальной науки, «существовавшей на заре веков». Впервые тема Атлантиды появилась в журнальной статье Фабра, опубликованной 26 мая 1797 года в журнале «Невидимое»; по форме это был научно-фантастический рассказ, который П. Видаль-Наке сравнивал с циклом об Основании А. Азимова. Эта же тематика неоднократно представала в других текстах Фабра, где причудливо смешивались Атлантида и размышления о древнееврейской истории. В трактате «Восстановленный древнееврейский язык» (1815) Фабр пытался доказать, что подлинный смысл иврита был забыт ещё ко времени Вавилонского пленения; реконструированный им библейский язык идентичен египетскому, и это является основой принципиально иной интерпретации Книги Бытия. В романе «Письма к Софи» Фабр описал Адама как сына главного жреца Нептуна по имени Элоим, влюблённого в жрицу Венеры Эвену (Еву). Влюблённые смогли воссоединиться только после потопа и гибели Атлантиды, когда Адам и Эвена переселились на Кавказ, откуда пошли все древние народы. В воображении Фабра существовало три древнейших расы: атланты явились изобретателями земледелия, пери — создателями религии, а скифы открыли войну. Атланты в последующей мифологии человечества предстали как боги, пери — как духи, и скифы — как гиганты. Наследниками атлантов являются евреи, пери — китайцы, скифов — кельты. Смешение народов тоже дало свои плоды: атланты и пери породили торговцев, а союз скифов и атлантов — пеласгов и греко-римскую цивилизацию; соединение скифов и пери породило арийцев. В книге «История человеческого рода» Фабр несколько изменил сценарий, однако применяя тот же метод: соединяя «священные писания разных народов». В «Истории» описан конфликт между белой и чёрными расами, причём атланты («учители вселенной») чёрные и их прародина в южном полушарии. Прародина скифов-кельтов — Север, им удалось одолеть южан, заимствовав письменность. По мысли Фабра, западная письменность извращённая, ибо арабы, финикийцы и евреи писали справа налево, по ходу солнца в Южном полушарии. Именно атланты создали учение о Едином, то есть монотеизм. Своего рода «реактором культуры», местом слияния и важнейших изменений представал Египет — последняя страна, остававшаяся под властью атлантов. В описании хода мировых перемен Фабр был непоследователен: например, атланты предстают и как «южная» (australe) раса, и как «южанская» (sudéenne), причём древнейшая раса, населявшая Атлантиду, — красная. Атлантида — это Америка, но простирающаяся гораздо дальше к Южному полюсу. Фабр также своеобразно истолковал сюжет о Моисее: воспитанный в Египте пророк бежал в Эфиопию, где и встретил кельто-атлантов — евреев, жрецом которых он стал. Тесть Иофор даже передал ему «несколько гороскопических книг, касающихся атлантов». Моисей, как и Орфей и Фоэ (Фабр именовал Будду по-китайски), является одним из трёх величайших реформаторов своей эпохи, и его миссия была самой ограниченной: сохранить древнейшие космогонические принципы. Благодаря катастрофе Атлантиды из вод поднялась Европа — обитель бореальной, северной расы.
«Присвоение» мифа об Атлантиде совершила основательница Теософского общества Е. П. Блаватская, основываясь на сочинениях И. Доннелли и Л. Жаколио. В 1888 году изложение мифа Блаватской вошло во второй том «Тайной доктрины». Ш. Фукрие характеризовала это сочинение как «неудобоваримый сборник», в котором перемешаны «буддизм, реинкарнация и морализаторство». Тем не менее учение Блаватской об Атлантиде быстро распространялось по миру, в Германии будучи усвоено Рудольфом Штейнером. Английские последователи Блаватской стали создавать собственные атлантологические труды — в частности, уже в 1896 году вышла «История Атлантиды» Скотт-Эллиота. Для теософских атлантологов характерен «ориентальный разворот», то есть доисторическая Атлантида носила черты восточной цивилизации, и «источники», на которые ссылалась Блаватская, якобы сохранились в Индии и Тибете. По словам Ш. Фукрие, Блаватская, «как добрая фея», заново открыла Атлантиду, соединив восточную экзотику, воззрения Доннелли на Древнюю Америку и платоновский миф. Мифология Блаватской грандиозна, начинаясь от первой катастрофы 800 000 лет назад; возглашается, что изначальная Атлантида служила мостом между Старым и Новым Светом, соединяя также Гиперборею и Лемурию. Космогонию Блаватской и учение о смене пяти коренных рас воспроизводил Скотт-Эллиот, именно он стал называть столицу атлантов «Городом ста золотых врат»; учение о смене рас и название города, борьбу чёрных и белых, оккультное умение атлантов извлекать жизненную силу семян растений сильно повлияло на авторский миф Алексея Толстого, использованный в «Аэлите». И Блаватская, и Скотт-Эллиот претендовали на истинность своих утверждений об Атлантиде, заявляя, что предлагают не реконструкцию, а результаты контакта с высшими духовными сущностями: ясновидение позволяет войти в контакт с прошлым Земли ещё до появления человека или с «более близкими событиями и с подлинными рассказами о них современников, которые были искажены историками, по недостатку серьёзности или из любви всё извращать». В целом рассуждения теософов об Атлантиде причудливы, комбинируя существовавшие в XIX веке представления, в частности о близости древнегреческого языка и языка древних майя. Хотя столица Атлантиды — Посейдонис (это название неверно приписано самому Платону) — описана по «Тимею» и «Критию», У. Скотт-Эллиот заявил, что атланты использовали летающие машины, в том числе и в военных целях. Звучание языка атлантов у него приближено к мексиканскому, и гораздо чаще он обращался к памяти не о древних греках, а древних тольтеках. Завершается «История Атлантиды» панегириком пятой и последней расе — арийской. В XX веке миф Блаватской — Скотт-Эллиота широко используют как «структурообразующий» мистические писатели Колин Уилсон и Рэнд Флем-Ат.
Среди мистических истолкований Атлантиды выделялся миф Рене Генона, основанный на индуистских представлениях о смене исторических эпох. В эссе «Атлантида и Гиперборея» (1929) Генон выделял два источника культурной традиции современного человечества: частично из гиперборейского центра («полярная традиция»), а частично из Атлантиды («солярная традиция»). К первому будто бы восходят корни индуизма, а ко второй — религии Древнего Египта и доколумбовой Америки. Впрочем, философа больше интересовала символика, а не проблемы возникновения человечества. Из косвенных упоминаний В. Шнирельман выводил, что Р. Генон, подобно Е. Блаватской, представлял древнейших предков людей нематериальными существами.
Изредка цивилизация-праматерь помещалась не в Атлантиду и погибший материк рассматривался как её колония. Традицию заложил тот же Скотт-Эллиот, опубликовав в 1904 году «Потерянную Лемурию». Английский оккультист Джеймс Чёрчвард в 1926 году выпустил книгу «Затерянный континент Му», в которой данным термином обозначал всё ту же Лемурию, в функциональном смысле являющуюся «матрицей» мировой культуры. Му Чёрчварда располагалось на просторах Тихого океана от 30° южной до 30° северной широты; именно здесь за пятьдесят тысяч лет до наших дней возникла цивилизация, превосходящая нашу собственную. Её следами являются моаи острова Пасхи. В опубликованных позднее книгах Атлантида называется колонией и наследницей Му. Если Блаватская ссылалась на телепатический контакт с высшими махатмами, то Чёрчвард объявил, что обнаружил подлинные таблички из Му, сохранённые в одном из индийских монастырей. Как отмечал П. Джордан, теория Чёрчварда интересна в том отношении, что являлась инверсией идеологии колониализма. Он в предельно откровенном виде рассматривал всю мировую историю как беспрерывную деградацию, заявляя, что «дикость вышла из цивилизации, а не цивилизация из дикости» и «дикарь, предоставленный самому себе, не поднимется никогда». Явно описана и идея «прекрасных собой суперменов, господствующих над низшими расами и несущих цивилизацию по всему миру». В середине XX века большой популярностью пользовались образы Атлантиды из лекций целителя и экстрасенса Эдгара Кейси, в представлении которого атланты пользовались автожирами, подводными лодками, лифтами, телефонами, радио, фотографией (Кейси сам был фотографом), телевидением, даже каким-то подобием лазеров и ядерной энергии. П. Джордан, комментируя эти пассажи, язвительно замечал, что столь высокоразвитая цивилизация почему-то «оставила своих колонистов в Египте на уровне примитивного аграрного строя». Данное явление характерно для всех визионерских образов сверхцивилизаций прошлого: на них переносится примерно тот же уровень техники, о котором осведомлен «человек с улицы». Сам Кейси широко пользовался образами Атлантиды в своей деятельности: например, многие его пациенты оказывались «реинкарнациями атлантов». В 1926—1927 годах он оказался у истоков поиска остатков Атлантиды на атолле Бимини.
Оккультно-эзотерическая «атлантомания» рубежа XIX—XX веков оказалась существенным стимулом для культуры русского Серебряного века. Теософия как реакция на господствовавший тогда в общественном сознании позитивизм и материализм дала большой резонанс именно в артистической среде. Миф Атлантиды широко использовался в литературных исканиях К. Бальмонта, В. Брюсова, М. Волошина. Миф русского Серебряного века носил космологический и эсхатологический характер. Так, М. Волошин в программном стихотворении «Lutetia Parisiorum» причислил к наследникам Атлантиды три мировые столицы — Париж, Рим и Константинополь. Бальмонт пытался лично отыскать следы Атлантиды в Египте и в Мексике (книга «Змеиные цветы»). Наиболее последовательно миф об Атлантиде разрабатывал Валерий Брюсов, который накануне Первой мировой войны работал над трагедией «Гибель Атлантиды» и планировал экспедицию в Африку на поиски колоний атлантов. В. Брюсов читал циклы публичных лекций об Атлантиде, в том числе в Народном университете им. А. Шанявского, а затем по просьбе Горького опубликовал лекции как цикл «Учители учителей». Московский журналист М. О. Меньшиков, работавший в газете «Новое время», в 1914 году представил собственную версию мифа об Атлантиде явно националистической окраски. В эмиграции к теме Атлантиды как исторически существовавшей цивилизации обратился Д. С. Мережковский в трактате «Тайна Запада. Атлантида — Европа» (1927). Атлантида им рассматривалась как древний аналог умирающей западноевропейской культуры, которая неминуемо должна пасть от ударов большевистских варваров. Книга полна предчувствий новой вселенской катастрофы.
Подытоживая оккультные трактовки атлантического мифа, Ш. Фукрие отмечала их культурную плодотворность, в первую очередь способствующую развитию приключенческой и фантастической литературы, что, в свою очередь, активизировало ту часть читающей публики, которая любила «тайны и приключения». Кеннет Федер также связывал Атлантиду с мифом о Золотом веке, отмечая, что в каждой исторической эпохе образы Атлантиды видоизменяются, удовлетворяя потребности современников.

## В литературе и искусстве

### Атлантида и художественная литература: общие положения
Согласно французской исследовательнице Шанталь Фукрие, образы Атлантиды впервые стали использоваться в беллетристике немецкими романтиками, в первую очередь Новалисом. В 1800 году он создал «Сказку Атлантиды», входящую в состав третьей и четвёртой глав неоконченного романа «Генрих фон Офтердинген». Генрих воспринимает Атлантиду как источник первородного Знания, философско-поэтического идеала, узнав историю о ней от восточной принцессы. Образы Атлантиды не опираются на античную традицию: Новалис под влиянием Гердера широко пользовался «Шахнаме», и его Атлантида одновременно похожа на Персию и на Аравию. Тем не менее Новалис задействовал мотивы вселенской геологической катастрофы, раскрытые в пятой главе, где его герой спускается в тёмные шахты Богемии; сам писатель два года учился в горном училище во Фрайберге. Ш. Фукрие определяла новалисовский миф об Атлантиде как утопию, в которой осуществляется единение человека и Вселенной. Драматические аспекты мифа — геологическую катастрофу — Новалис использовал для иллюстрации очищающего значения смерти, возвышающей поэта над преходящим миром случайности и обращающей к истинному сакральному миру. Примерно так же трактовал поэтический миф Гофман в новелле «Золотой горшок»: история Атлантиды явно переработана в сюжете о любви царевича Фосфора и прекрасной огненной лилии. Здесь также нет прямого цитирования платоновского мифа, о котором Гофман знал через Новалиса. В последующих текстах европейских литератур образ Атлантиды неизменно двоился, будучи трактуемым как эпос или вместилище романтических сюжетов. После романтиков сюжет об Атлантиде захватил представителей научной фантастики: так, у Жюля Верна затонувший остров Платона упоминается в романе «Двадцать тысяч лье под водой» и повести «Вечный Адам». Ш. Фукрие утверждала чрезвычайное многообразие образов Атлантиды в литературе XIX—XX веков, которая могла трактоваться с точки зрения жанра исторического или колониального романа, мистики и фэнтези, «выходя за всякие рамки классификации литературных жанров и бросая вызов самому этому понятию». Именно Жюль Верн составил первую «опись» авторов, писавших об Атлантиде, раскрыв, выражаясь современным языком, сложность атлантического гипертекста:

Словно молния пронзила мысль! Атлантида! Древняя Меропида Теопомпа! Атлантида Платона! Материк, существование которого оспаривали Ориген, Порфирий, Ямвлих, д’Анвиль, Мальтбрён, Гумбольдт, относя историю его исчезновения в область легенд! Но его существование признавали Посидоний, Плиний, Аммиан Марцеллин, Тертуллиан, Энгель, Шерер, Турнефор, Бюффон, д’Аверзак. Атлантида лежала перед моими глазами со всеми свидетельствами постигшей её катастрофы! Так вот он, этот исчезнувший материк, о котором известно было лишь то, что он находился вне Европы, вне Азии, вне Ливии, по ту сторону Геркулесовых столбов и что жило там могущественное племя атлантов, с которыми древние греки вели свои первые войны!— Ж. Верн. Двадцать тысяч лье под водой. Часть вторая, глава девятая: «Исчезнувший материк». Перевод с французского Н. Г. Яковлевой и Е. Ф. Корша
По мысли Ш. Фукрие, рассуждение, вложенное Верном в уста героя — профессора Аронакса, — иллюстрирует природу атлантического гипертекста, в котором платоновские диалоги фигурируют лишь в ряду других источников. При беллетризации мифа об Атлантиде повествователь вполне может игнорировать «Тимей» и «Критий» или, как в литературе XX века, использовать Логос (теорию) для фундаментализации Мифа (вымысла). В англоязычном мире атлантический декорум почти исключительно восходил к И. Доннелли, используя образы «полу-египтян, полу-ацтеков» с заметной примесью оккультизма. Романисты, как правило, сами убеждены, что за излагаемой ими легендой содержится «сокрытая реальность», то есть в художественных произведениях об Атлантиде герой ставится в положение учёного, задающего вопросы и разгадывающего некие загадки, что успешно позволяет использовать традиционный код приключенческой литературы: «конфабуляция соединяется с рационализацией», то есть гипертекст заимствует те или иные ценности метатекста. В любом произведении об Атлантиде наблюдается сосуществование двух дискурсов: мифологического нарратива и логической аргументации, что приводит к неизбежному конфликту или разрыву между событийной стороной фабулы и монологичностью дискурсивных вставок, как в «Атлантиде» Бенуа и «Аэлите» Алексея Толстого. Нарратор неизменно выступает как поводырь читателя, примиряющий «эпос и басню». Атлантида не подвергалась демифологизации, и старое платоновское повествование осталось загадкой, которую стало возможно решать в век науки рациональными методами. Наука не редуцировала миф, не лишила его образности и поэтичности, занимаясь лишь трактовками деталей и комментированием. Авторы «Энциклопедии научной фантастики» также обращали внимание, что ещё в платоновском мифе об Атлантиде сильны мотивы падения человечества. Все авторы, разрабатывающие этот миф впоследствии, сосредотачивались не на катаклизме, погубившем остров, а на жизни атлантов до катастрофы, ибо они признавались превосходящими современное человечество по уровню развития техники и науки.

### В фантастике
В «Энциклопедии научной фантастики» указывается, что авторы литературных произведений об Атлантиде вдохновлялись «теориями» теософов, а также использовали модный у публики образ как «подмостки» приключенческого действия. Тема Атлантиды переживала подъём в общественном сознании между 1885—1930 годами, концентрируясь в субжанрах «затерянных миров», утопий и антиутопий. Одним из первых стал текст «Обитатель двух планет» Фредерика Спенсера Оливера (1866—1899); герой этого повествования «вспоминает» своё предыдущее перерождение, в котором был правителем Атлантиды. В 1900 году вышел «Затерянный континент: История Атлантиды» Ч. Дж. Катклиффа Хайна, использующий распространённый мотив повествования по древней рукописи, якобы обнаруженной на Канарских островах. Действие некоторых произведений разворачивалось в настоящем. Одним из наиболее известных и имевших успех у критиков и читателей был роман Пьера Бенуа «Атлантида» (1919), удостоенный большого приза Французской академии и экранизированный четыре раза. Этот роман основан на теориях Фробениуса, располагавшего последние поселения выживших атлантов в пустыне Сахара. Антиутопия Дэвида М. Пэрри «Алая империя» (1906), задуманная как сатира на социализм, явилась, по-видимому, первым на английском языке произведением, в котором уцелевшие атланты обитают на дне океана под водонепроницаемым куполом. Впервые этот мотив ввёл в своей «Атлантиде» эпигон Ж. Верна Андре Лори в 1895 году, и он стал штампом в англоязычной фантастике. Синтез теософских и научно-технических мотивов был представлен Конан Дойлом в романе «Маракотова бездна» (1929). В русской литературе 1920-х годов тема Атлантиды была также представлена как в традиционном облике («Последний человек из Атлантиды» (1927) А. Беляева), так и в новаторском романе А. Толстого «Аэлита» (1922), сочетающем элементы романтизма, оккультизма, научной фантастики и произведения о революции. Обитатели Марса — магацитлы — после гибели Атлантиды переселились на красную планету. В 1924 году роман был экранизирован Я. Протазановым, фильм, наравне с «Метрополисом» Ф. Ланга, заложил основу жанра антиутопии в кино. Существует также множество произведений, герои которых действуют в мифических землях, подобных Атлантиде: Му, Лемурии, Гиперборее и Туле. К теме Атлантиды широко обращались авторы фэнтези: Лин Картер, Спрэг де Камп, Роберт Говард, Генри Каттнер. В 1965—1977 годах публиковалась «Сага об Атланте» Джейн Гаскелл — пять романов, написанных от лица принцессы Атлантиды. Критики отмечали, что в этой серии слишком сильны и навязчивы сексуальные фантазии, уводящие цикл от жанровой фантастической прозы.
Особую роль предание об Атлантиде сыграло в литературном творчестве Толкина. Судя по переписке, миф имел для учёного-писателя большое личное значение и даже вызывал рассуждение о «памяти рода». Согласно Ф. Митчеллу (Баптистский университет Далласа), атлантическое предание претворилось в творчестве Толкина как миф о Нуменоре (Вестернессе) и предстаёт в архиве писателя в том числе как результат размышлений о природе человеческого зла и гордыни. Толкин, в соответствии со своим творческим методом, использовал мифотворчество, чтобы ответить на важный вопрос о движущих силах человеческой истории: почему и как цивилизация движется от великого культурного расцвета к тирании и финальной катастрофе. Между 1936—1948 годами Джон Толкин создал как минимум три версии мифа о Нуменоре, объёмные фрагменты которого использовались во многих его произведениях («Падение Нуменора» вошло в состав «Сильмариллиона»). Согласно мнению португальской исследовательницы Марии ду Росариу Монтейру (Новый университет Лиссабона), в своих нуменорских фрагментах Дж. Толкин создал синтетическую утопию, в которой добился баланса между Античностью и Модерном. При этом в описательной части прямые параллели между Атлантидой Платона и Нуменором могут быть выделены в упоминаемых ритуалах, роли водных божеств, географических упоминаний и прочего. Финал «Акаллабета» («Падения Нуменора») полностью отвечает платоновскому рассказу и мифологической картине мира: равновесие между божественными и человеческими планами бытия необратимо нарушилось, а когда флот нуменорцев отправился в Валинор, чтобы добыть тайну бессмертия, Илуватар изменил форму мира и затопил Нуменор. Вестернесс остался лишь в памяти выживших как земля обетованная, порождающая вечную тоску по утраченному.
В 1970-е годы наметилось некоторое возрождение темы атлантов. Гарри Гаррисон и Пол Андерсон опубликовали произведения на стыке фантастики и исторического романа: «Стоунхендж» (1972, Гаррисон в соавторстве с критиком Л. Стовером) и «Танцовщица из Атлантиды» Андерсона (1971). Здесь использовалась «эгейская гипотеза», и Атлантида была вписана в картину микенской цивилизации бронзового века. В новелле Урсулы Ле Гуин «Новая Атлантида» (1975, включена в цикл «Роза ветров») была предпринята попытка вернуть мифу метафорическое значение при описании антиутопической Америки, однако развития эта тенденция не получила. Немногие изданные в 1980-е годы произведения чаще всего являлись традиционными романтическими мелодрамами, например «Падение Атлантиды» Мэрион Брэдли (1987). Авторы «Энциклопедии научной фантастики» признают эту дилогию относящейся к стилистике и тематике сороковых, а не восьмидесятых годов, так как сюжетная основа была разработана писательницей ещё в подростковом возрасте. Атлантида как место противоборства сил света и тьмы и врата между прошлым и будущим занимает много места в романе Дэвида Геммела «Последний хранитель» (1989). В этом романе герои разработали сложный план спасения Атлантиды от катастрофы, окончившийся провалом, однако одним из спасшихся атлантов оказался Ной.
В 1992 году вышла серия комиксов из четырёх частей, в которых на поиски Атлантиды отправился Индиана Джонс и достиг её, отыскав ключ к Лабиринту Минотавра. Однако взаимодействие современной техники с орихалком приводит к окончательной гибели древней земли.

### Жанровая формула
Согласно Ш. Фукрие, во всей литературе XIX—XX веков, где встречается тема Атлантиды, используется одна и та же типовая жанровая формула, своеобразие которой придаёт мифический характер погибшего континента. Это означает использование приёмов романтической литературы: путешествие на край света, предполагающее полный разрыв связей с известным и обжитым миром. Наиболее радикальный ход в этом отношении совершил А. Толстой в «Аэлите», поместив потомков атлантов с уцелевшими древними знаниями на Марс. Это в подлинном смысле иной мир. Ключевым элементом формулы Атлантиды является замкнутость и изолированность мирка уцелевших после катастрофы жителей Атлантиды, и это также романтический мотив убежища-микрокосма. Образ оторванности от мира чаще всего создаётся при помощи метафоры океана: последние атланты скрываются на дне морском, спуск куда тяжёл и опасен, или на некоем отдалённом острове. Пьер Бенуа применил инверсию: в его «Атлантиде» роль безбрежного моря исполняет пустыня Сахара. Ключевая метафора осталась прежней: желанный островок Жизни посреди пустыни Смерти. Бенуа описывает царство Антинеи как райский сад, замкнутый кольцом скал, внутри которых, как в колодце, много зелени, омываемой лазурным водопадом. Герои повествования вынуждены зайти за грань, отделяющую познанное и неизвестное, границу между живыми и мёртвыми, настоящим и прошлым. Последнее зачастую вводится при помощи приёма мистификации: в повествование вводится древняя рукопись, из содержания которой читатели (и герои) узнают ту или иную историю из минувших веков. Этот приём Ш. Фукрие именует косвенным, и им шире всего пользовались не романисты, а оккультисты. Напротив, авторы приключенческого субжанра предпочитали «своего рода игру с жизнью и смертью», чаще всего имеющую счастливый конец; появление героя в Атлантиде сродни смерти в процессе инициации: умерев в обычном мире, герой тут же возрождается в мифическом пространстве. Поэтому мифический мир всегда расположен на дне морском, на краю пропасти или в глубокой пещере, то есть путешествие к нему всегда сопровождается мотивом поглощения. Герой в подобного рода произведениях обладает единственной функцией, связанной с героическими ценностями, при этом ни один из героев не попадает в Атлантиду намеренно, что сближает этот субжанр с робинзонадой. Чаще всего это авария с тем техническим устройством, которым пользуется главный герой (например, профессор Маракот у Конан Дойла). Этот мотив впервые ввёл Жюль Верн, но капитан Немо сравнительно легко отыскал останки Атлантиды на своём «Наутилусе», вдобавок в соответствующей главе капитан проводит полностью контролируемый спуск, ибо служит экскурсоводом профессору Аронаксу. За этим вплоть до 1940-х годов последовала «целая коллекция батискафов, подводных лодок, самолётов, ракет». Даже роман П. Бенуа выстроен по лекалам морских приключений: Моранж и Сент-Ави преследуют весьма конкретные цели — один проводит сравнительные этнографические исследования древних африканских и средиземноморских народов, другой выполняет военную миссию колониальных властей; вместо этого они попадают в царство Антинеи.
Таким образом, хронотоп любого повествования об Атлантиде носит чёрно-белый, «манихейский» характер, будучи основан на разрыве между «здесь и сейчас» и «где-то ещё». Впервые это двойничество проявилось в первоисточнике — платоновском «Критии», где противопоставлены Афины и Атлантида. Двойничество определяет и подбор персонажей, ряд которых обязательно включает глав государств, жрецов и бунтовщиков. На Туме-Марсе Алексея Толстого выведен бунтовщик Гор — враг «владыки над всеми странами» планеты Тускуба. Конфликт существует автономно, герои-пришельцы лишь вмешиваются в него, а противостояние позволяет максимально использовать игру страстей и противостоящих систем ценностей героев. У Фрэнсиса Бэкона использован приём робинзонады, но отряд потерпевших кораблекрушение не допущен до «внутренней кухни» Бенсалема, функция героев — свидетельствовать о чудесах Новой Атлантиды. Драматичность, привнесённая писателями-романтиками, существенно трансформировала исходный миф, так как противостояние атлантов и неатлантов не сводится к простому чёрно-белому противостоянию Зла и Добра; романисты часто извлекают «максимальную пользу из этого взаимного открытия инаковости», так как данный приём позволяет использовать инверсию, транслируя на Атлантиду понятные читателям проблемы современности. Данные мотивы усилены кажущимся или действительным сюжетом о невозможности возвращения, что особенно характерно для «Атлантиды» Пьера Бенуа: для её героев Атлантида превращается в смертельную ловушку, и, когда Антинея превращает главного героя в своего любовника, он обречён на смерть. Даже если он вырывается, то, неся в себе отраву, стремится вернуться, как произошло с лейтенантом де Сент-Ави, который бежал через пустыню, но через шесть лет вернулся к Антинее, чтобы умереть. Впрочем, приём П. Бенуа, превративший Атлантиду в буквальном смысле в гробницу и тюрьму, непосредственно использовался редко. Чаще используется утопическое клише обособленности идеального общества от большого внешнего мира, несущего угрозу, однако герой-первооткрыватель Атлантиды неизбежно вовлекается в приключения, так или иначе становится своим. По закону мифа появление героя знаменует окончательную гибель Атлантиды, но эта катастрофа воспринимается как спасительная, ибо несовершенство «чудесного на первый взгляд тайного царства» требует катарсиса. Герой непроизвольно встаёт на сторону «добрых атлантов», будучи призван уничтожить злую силу «дурных атлантов». В «Аэлите» земляне Лось и Гусев становятся провиденциальными союзниками угнетённых марсиан, подвига́я их на революцию самим фактом своего появления. Города Атлантиды неизменно таят в себе монстров (чудовищных пауков в «Аэлите» или Чёрного Властелина в «Маракотовой бездне»), что вновь делает главного героя мифологическим персонажем, подобным Тесею, убивающего Минотавра. Герой-вторженец предстаёт и спасителем, способствующим нравственному пробуждению хороших атлантов и обновлению мира. Профессор Маракот спасает уцелевших атлантов так же, как его предок-реинкарнация Вард построил в столице Атлантиды Храм Безопасности, замкнув тем самым круг обновления.
Наследием романтизма в атлантическом жанре является персонификация Атлантиды в образе прекрасной женщины, становящейся объектом любовных устремлений героя-вторженца извне. В этом плане беллетристика об Атлантиде далеко ушла от платоновского мифа (мужского пространства, заполненного образами воинов и царей, повелевающих ими) или бэконовской утопии (стерильного царства учёных-жрецов). Ассоциация открытия Атлантиды с познанием мужчиной женщины способствовала, согласно Ш. Фукрие, огромному успеху «Атлантиды» П. Бенуа, но данный мотив является своего рода клише, и поэтому авторы, пишущие об Атлантиде, находятся в ситуации «двойного читательского ожидания». С одной стороны, писатель должен обыграть господствующую в общественном сознании научную или псевдонаучную гипотезу расположения и судьбы Атлантиды, с другой — оправдать жанровые условности, согласно которым приключение в «иноздесь» обязательно сопровождается любовной интригой и взрывом страсти. Главная героиня безотносительно её социального положения (царицы, дочери правителя, посвящённой жрицы, даже рабыни) всегда является прямой наследницей затонувшей расы, «последним атлантом», эмблемой Атлантиды и её величайшим сокровищем. Андре Лори прямо назвал главную героиню своего романа Атлантидой. Эротизации образов атлантских женщин, скорее, способствовали киноадаптации романа П. Бенуа, прямой литературной основы этот процесс не имеет. Из фантасмагорий Гофмана в литературу об Атлантиде пришёл мотив отождествления женщины Атлантиды со змеёй, таящей великую тайну, но в буквальном смысле смертельно опасную для желающих эту тайну узнать. Развязка романтической интриги также содержит жанровую двойственность, стремление атлантов к жизни и обречённость их на смерть. Большинство романов об Атлантиде заканчиваются хорошо: герой побеждает врагов, преодолевает проклятье смерти и возвращается в родной мир в обществе атлантской возлюбленной, служащей ему наградой. Чаще всего это клише содержится в англосаксонской литературе, отвечая «манихейскому духу» массовой культуры. Тема любви позволяет обыграть победу над монстрами «дурной Атлантиды» и освобождение и замужество персонификации «хорошей Атлантиды» — чистой и прекрасной собой девы. Такой сюжет принципиально не отличается от сказочного, а герой предстаёт разновидностью Прекрасного Принца. Чуть ли не эталоном подобного рода сюжетов Ш. Фукрие называет роман и рассказы Эдгара Берроуза из сериала про Тарзана, где колония атлантов Опар уцелела в Африке, и правит ею жрица Ла, но Тарзан оказывается стойким к её чувственным призывам. Напротив, «Атлантида» Пьера Бенуа признаётся «единственным по-настоящему оригинальным повествованием», в основу которого положена тема извращённой любви-смерти. Антинея осуществляет обольщение в абсолютной форме, ведя очарованного ею мужчину к тотальному рабству, а затем в буквальном смысле пожирая своего любовника. Бенуа оказался от моральных норм и ограничений, свойственных жанровой формуле, требующей спасения героев, триумфа над демонами и счастливого брака. Отчасти это было выражением эпохи: с одной стороны, Антинея представляла собой образец женственности символизма, с другой, этот образ пришёлся по душе читателям, пережившим Первую мировую войну, желавшим «забыться в праздниках и удовольствиях без последствий, выступающим за эмансипацию женщин и раскрепощение от норм морали». Антинея представляет один из первых образов роковой женщины, распространённых в массовой культуре последующих десятилетий.

### Кинематограф и другие искусства
Тема Атлантиды впервые стала частью массовой культуры и общественного сознания в США в 1883 году, после публикации «Атлантиды» Доннелли. В сезон 1883 года Марди Гра в Новом Орлеане был посвящён погибшему континенту, как и театрализованное представление балтиморского общества «Иволга». С точки зрения Р. Эллиса, непонимание возможности совмещения тематики подводного или подземного путешествия с описаниями погибшего континента было «досадной оплошностью» Жюля Верна, но даже голливудские кинематографисты исправили эту оплошность лишь в фильме 1959 года. Образы Атлантиды в плане их воплощения на сцене или киноэкране выигрышны, ибо все писатели от Верна и Доннелли до Отто Мака использовали формы античного искусства, с привычными арками, акведуками и архитектурными ордерами. Примерно так же трактовались визуальные образы Атлантиды в европейском изобразительном искусстве. Картину Льва Бакста «Древний ужас» Вячеслав Иванов трактовал как визуализацию универсального мифа, включающего в том числе сюжет и об Атлантиде, сообщённый Солоном.
Первая экранизация «Атлантиды» Пьера Бенуа вышла в 1921 году; сахарская гипотеза её локализации показалась Р. Эллису чрезмерно экзотической. Критики называли киноадаптацию истории царицы Антинеи «высокобюджетным фэнтези»: стоимость чёрно-белого фильма составила два миллиона франков, но он имел большой коммерческий успех. Георг Пабст в 1932 году предпринял новую киноадаптацию, в которой Антинею играла Бригитта Хельм. В 1949 году роман Бенуа впервые был экранизирован в Голливуде под названием «Сирена Атлантиды», главные роли исполнили Мария Монтес и Жан-Пьер Омон. Лайон Спрэг де Камп называл фильм скучным, несмотря на большой кинематографический потенциал сюжета П. Бенуа; в финансовом отношении он оказался провальным.
В 1936 году был снят 12-частный киносериал «Подводное королевство», имевший большой успех у подростковой аудитории. Р. Эллис, впрочем, характеризовал это произведение как «ужасное, с деревянной игрой актёров, безвкусными декорациями и отсутствием сюжета». Низкокачественным оказался и фильм 1961 года «Атлантида, погибший континент»; обозреватель Л. Малтин заявил, что это худший из фильмов Джорджа Пала, составившего себе имя как режиссёра фантастики. Действие этого фильма разворачивалось в условной древности, автор его сценария, «вероятно, помнил что-то о Тесее и Минотавре», а также то, что «Кносс каким-то образом связан с Атлантидой». В 1978 году вышел британский фильм «Вожди Атлантиды», который Р. Эллис характеризовал как «изобретательную смесь всевозможных легенд об Атлантиде». Во второй половине 1970-х годов пользовался популярностью телесериал «Человек из Атлантиды» с Патриком Даффи в главной роли. С 1980-х годов снимались новые сериалы, выпускались десятки видеоигр и другая медиапродукция.
В XXI веке Атлантида продолжает упоминаться или является местом действия во многих кинофильмах и сериалах (например, «Звёздные врата: Атлантида»), а также видеоиграх. Примером является компьютерная игра Assassin’s Creed Odyssey (2018) в жанре Action/RPG, в которой главный персонаж имеет отношение к тайне затонувшей Атлантиды и участвует в её поиске. В полнометражном мультфильме студии Уолта Диснея «Атлантида: Затерянный мир» (2001) образы Атлантиды ближе к «откровениям» Эдгара Кейси. Кассовым успехом пользовались фильмы «Путешествие 2: Таинственный остров» (2012) и «Аквамен» (2018).
В 1998 году на Багамах открылся Atlantis Paradise Island, огромный развлекательный центр, который Р. Эллис иронически характеризовал как «более роскошный, чем платоновский прототип». Имя Атлантиды носят множество иных отелей, как на Крите, так и в США. Имя Atlantis присвоено космическому шаттлу, океанографическому судну, туристическим подводным лодкам и другим сооружениям.
- Тематический парк отеля «Atlantis Paradise Island»
- Вид через подводный туннель
- Аквариумы и бассейны
- Искусственный водопад
- Водяная горка в виде доколумбовой пирамиды

### Комментарии
1. ↑  У логографа Гелланика существовало сочинение «Атлантида» или «Атлантиада», но, по мнению Д. В. Панченко, нет оснований связывать это произведение с платоновскими диалогами. У Гелланика термин означал не территорию, имеющую отношение к Атланту, а цепочку родственных связей: судя по цитированиям в древних текстах и немногим уцелевшим фрагментам, Гелланик посвятил свой трактат упорядочению мифов о потомстве дочерей Атланта. «Совсем другая Атлантида!»[12].
2. ↑  Д. В. Панченко утверждает, что незавершённость «Крития» сугубо формальная и его автор высказал всё, что собирался сообщить. В рамках эпически ориентированного стиля диалога ни в коем случае нельзя было описывать гибель идеального государства — пра-Афин. В «Тимее» боги покарали Атлантиду естественным образом, но в мире, где боги не дремлют, гибель совершенного государства невозможна. То есть «Критий» невозможно завершить по сюжетным соображениям, а продолжать эпическую битву атлантов и афинян невозможно по изобразительным причинам[19].
3. ↑  Современные исследователи указывали, что на Платона могли повлиять два события, произошедшие при его жизни: поражение и гибель афинской армии и флота при попытке завоевания Сицилии в 413 году до н. э. и гибель города Гелика в области Ахайя на севере Пелопоннеса в 373 году до н. э. Гелика была затоплена в одну ночь в результате землетрясения, сопровождавшегося наводнением; в течение нескольких веков её остатки хорошо просматривались под водой и песком[22]. Канадская исследовательница Филлис Форсайт обнаружила у Фукидида (III. 89. 2—3) сообщение о стихийном бедствии в 426 году до н. э., в результате которого из-за землетрясения был опустошён остров Аталанта в Средней Греции[23].
4. ↑  Имеются в виду и гомеровская Троя, и платонова Атлантида[30].
5. ↑  Прокл проводил аналогию между нападением атлантов на пра-афинян и греко-персидскими войнами, так как задачей Платона было показать, что за человеческими делами стоят божественные: на стороне Афин боги-олимпийцы и титаны на стороне Атлантиды. «Разворот» направления, откуда пришёл враг — с Запада вместо Востока, — объясняется тем, что Геркулесовы столбы обозначают границу между Одинаковостью и Инаковостью. Прокл делает сопоставление с «Океаном бесконечного различия», о котором говорится в мифе «Государства» (273d)[39].
6. ↑  В своём обзоре литературы об Атлантиде писатель Л. Спрэг де Камп утверждает, что между VI—XV веками в корпусе средневековой книжности платоновский остров единственный раз кратко упоминается в энциклопедическом своде Гонория Августодунского «De imagine mundi»[43].
7. ↑  Логика рассуждений Акосты такова: ссылаясь на Деяния святых апостолов (Деян. 17:26), он утверждал происхождение всего человечества от Адама. Следовательно, люди должны были прийти в Новый Свет из Европы, Азии или Африки, ибо в Писании этот маршрут не упоминается. Однако решение вопроса о заселении Америки находится в домене человеческих дел, ибо Бог всемогущ, но земные дела должны быть совместимы с разумом. Согласно Акосте, индейцы могли заселить Новый Свет по морю сознательно (подготовив переселение) или случайно (гонимые бурей) или добраться по суше. Акоста обнаружил, что перуанские индейцы имеют предания о путешествиях на острова далеко на Западе, то есть исследовали Южные моря ещё до прихода испанцев, однако в целом судоходство у индейцев примитивно. При этом ни индейцы, ни античные греки и римляне не имели компаса, хотя Плиний и упоминал о свойствах магнита, но термина для навигационного прибора в латыни, греческом и библейском иврите нет. Наиболее вероятной, однако, является сухопутная гипотеза, ибо многие животные, водящиеся в Новом Свете и отсутствующие в Старом, не могли быть доставлены на кораблях. При этом Акоста прямо указывает, что северная граница Америки неизвестна, как неизвестно, соединяется ли этот материк с азиатским[47].

Рассмотрению гипотезы Атлантиды как сухопутного моста между Старым и Новым Светом посвящена отдельная глава. Согласно Акосте, история Платона более напоминает «Метаморфозы» Овидия, нежели серьёзное сообщение и научное рассуждение, и годна лишь для «детей и старух». Совершенно невероятными объявлены любовная связь Нептуна со смертной женщиной и храм длиной 1000 шагов и шириной 500 шагов, целиком обложенный золотом и слоновой костью. Внезапное исчезновение Атлантиды в пучине морской очень удобно для платоновского сюжета и имеет отношение к литературе, а не истории и естествознанию. Более того, если бы Атлантида имела огромные размеры, невероятно, «где отыскать океан столь великий, чтобы поглотить континент?» Измерения глубины Атлантики, проводимые в XVI веке, ни разу не позволили достигнуть лотом дна. Не менее примечательна аргументация, почему индейцы не могли произойти от древних евреев: во-первых, евреи использовали письменность с глубокой древности, а индейцы неграмотны. Во-вторых, евреи практикуют обрезание, а индейцы нет. Наконец, евреи очень цепко держатся за свой язык и историю и таким образом отличают себя от народов, среди которых они живут. «Как евреи, переселённые в Индии, могли забыть свое происхождение, церемонии, Мессию и религию?» Таким образом, разные индейские племена попали в Новый Свет разным путём, и произошло это относительно недавно, несколько тысяч лет назад. Первыми туда пришли дикари-охотники, не обладающие политической организацией. Это были беглецы, утратившие родину. Даже предания о потопе у индейцев невозможно отождествить с Ноевым потопом, и, вероятно, это разные традиции. Учёные индейцы Перу, с которыми миссионер общался, не могли сообщить ему преданий и генеалогий, уходящих в прошлое более чем на четыреста лет[47].
8. ↑  Жители Новой Атлантиды Бэкона прямо отождествляют Америку с великой Атлантидой, однако именуют рассказ Платона поэтическим вымыслом, пусть и имеющим рациональную основу. Поход в Грецию, описанный Платоном, был устроен древними перуанскими правителями, но менее чем через сто лет «великая Атлантида была разрушена до основания — не землетрясением, как утверждает ваш источник (ибо вся та часть света мало им подвержена), но частичным потопом или наводнением». Воды не покрыли вершины гор и некоторые человеческие поселения, поэтому животные и люди частично уцелели. «Не удивляйтесь поэтому редкому населению Америки, а также грубости его нравов; ибо нынешних обитателей Америки надлежит считать молодым народом, не менее чем на тысячелетие моложе остальных народов мира. Ведь именно такой срок отделяет всемирный потоп от постигшего их наводнения»[50][51].
9. ↑  Строительство маундов являлось предметом не только теоретических спекуляций, но и откровенных подделок. Одной из ранних попыток представить фиктивные индейские «летописи», в которых якобы содержатся свидетельства происхождения аборигенов Америки из Атлантиды, является «Валам-Олум». Существует весьма обоснованная версия, что данный текст — мистификация Константина Рафинеска[64].
10. ↑  Ш. Фукрие отмечала, что труд Доннелли возродил интерес к диффузионизму, в том числе в области культурной антропологии, но одновременно стал фундаментом для многочисленных оккультистских толкований. «Старая гипотеза межконтинентального моста превратилась после публикации книги Доннелли в догму». Синкретическая неразборчивость Доннелли, который в слове «Атлантида» находил ацтекский корень атль — «вода» и кечуанский анти — «медь», трактуя это имя как «страна медных [холмов] за океаном», открыла возможность примирения любых мифологических, исторических и религиозных свидетельств. Вся литература об Атлантиде основана на единой методологической основе, невзирая на всё разнообразие конкретных вариантов временно́й и пространственной локализации. Так, шотландец Джеймс Спенс в 1920-е годы небезуспешно пытался адаптировать атлантический миф к новейшим открытиям геологии, палеонтологии и первобытной археологии, выдвинув идею нескольких дислокаций Атлантиды, которые последовательно терпели катастрофы. Древнейшая прародина человечества отодвигалась, таким образом, в каменный век[81][82].
11. ↑  Писатель-фантаст Артур Кларк в своей автобиографии назвал Доннелли «святым покровителем торговцев НЛО и парапсихологов, — этой умственной гнили»[84].
12. ↑  

Традиция, столь долгоживущая, как та, которую сохранил для нас Платон, и восходящая к глубокой древности, предполагает материальный факт, известное событие, оставившее неизгладимый след в памяти поколений, сменявших друг друга на одном и том же месте. Мы полагаем, что это событие, которое сильно поразило бы сознание людей и передавалось бы из века в век, представляет собою извержение вулкана, которое внезапно поглотило бы водами остров в греческом архипелаге. Иными словами, мы полагаем, что потрясения, ареной которых сегодня является греческий архипелаг, …уже происходили при совершенно подобных обстоятельствах… до Гомера, то есть в доисторические времена[88].
13. ↑  Критик псевдоархеологии Кеннет Федер язвительно писал, что его дача в Ривертоне (Баркхэмстед, Коннектикут) — чуть ли не единственное место на Земле, где никто из «истинно верующих» не пытался отыскать Атлантиду. По состоянию на 2019 год популярными оставались: атлантическая и средиземноморская локализация, существующая в двух вариантах (Крит и Санторини); расположение Атлантиды в Антарктиде, на юге Испании, в Скандинавии, Южно-Китайском море, Северной Америке (в том числе Флориде), у побережья Кубы, в Боливии, атолле Бимини или ином острове на Багамах, и т. д. Перечисление завершается фразой: «От Хогвартса до Атлантиды можно дойти пешком за несколько минут»[100].
14. ↑  Среди многочисленных оккультистов и псевдоисториков позднего СССР и постсоветской России выделялся писатель Владимир Щербаков, который свои взгляды сначала выразил в романе «Чаша бурь» (1985), а затем в ряде книг, опубликованных в 1990-е годы, в которых эволюционировал от эзотерической фантастики к псевдоисторическим исследованиям с претензией на научность. Центральной идеей романа «Чаша бурь» является борьба Сынов Света с Сынами Тьмы[126]. Носителями тьмы и зла предстают атланты, брюнеты с «затенёнными, набухшими, как бы натруженными веками» и выпуклыми глазами, которые «находятся как бы перед лицом». Не менее важной опознавательной чертой является нос: носители высокой спинки носа — потомки атлантов. Негативизм в отношении атлантов и Атлантиды необычен: платоновская земля неизменно выступала в позитивном контексте как сакральная земля, утраченный рай, источник тайного знания. Ни в культурной, ни в оккультной традиции она никогда не связывалась с еврейством. По-видимому, негативный образ Атлантиды был заимствован Щербаковым из «Космоконцепции розенкрейцеров» Макса Генделя. Именно у Генделя евреи вышли из Атлантиды, рассеялись по всему свету, «передав, таким образом, худшую кровь своим потомкам, которые по расовым причинам не сумели перейти от стадии хитрости к стадии Разума»[127]. В псевдоисторических публикациях В. Щербакова 1990-х годов, напротив, атланты из восточных колоний в Малой Азии и Восточном Средиземноморье — этруски-расены — выжили после гибели своей метрополии 12 тысяч лет назад, основали ближневосточные и египетскую цивилизацию, заселили Канарские острова (их наследниками автор назвал гуанчей). Этруски являются и пеласгами. Кроманьонцы являются отдельной расой, потомками атлантов, и именно они — предки европейцев, «арийцы». В. Щербаков утверждал, что без учёта этого невозможно понять корни человеческой цивилизации[128].
15. ↑  Андре Нортон в 1967 году опубликовала фэнтезийный роман «Операция „Поиск по времени“» (Operation Time Search), в котором практически переписала книги Чёрчварда: солнцепоклонники Му борются с атлантами, почитающими Ба-Ала и впустившими в мир древнее зло. По некоторым сведениям, роман был создан ещё в 1930-е годы, но выпущен намного позже[135][136][137].
16. ↑  Р. Эллис обратил внимание, что в опубликованном в 1864 году романе «Путешествие к центру Земли» Жюль Верн начисто проигнорировал тематику Атлантиды[149].
17. ↑  Социолог Марксиано Мелотти (Университет Николая Кузанского) приводил отель «Атлантис Пэрэдайз Айленд» как типичный пример постмодернистской культуры: отдыхающие оказываются в псевдоархеологической обстановке, прототип которой не существовал никогда. Мелотти отмечал, что западные общества, в которых перемешаны потребительские и эмоциональные ценности, «страдают от утраты исторических знаний», поэтому «подлинность» имеет не только эмпирическое, но и в чувственное измерение. То есть отель представляет собой объект «мифопоэтического производства»: 2300 номеров украшены рельефами и орнаментами на темы Посейдона и морских коньков. Территория изобилует аквариумами и бассейнами, где демонстрируются не только образцы морской фауны, но и атлантские археологические «памятники», стилизованные под доколумбовы. Бассейны и аквариумы вполне сопоставимы с музейными витринами по производимому впечатлению. М. Мелотти задавался вопросом, почему даже опытные путешественники заявляют о чувстве аутентичности от псевдопамятников Атлантиды, так как здесь в принципе не может быть аутентичных предметов. Однако в постмодернистском сознании мифический знак принимает конкретную форму, становясь объектом, пусть даже в досугово-развлекательном контексте. «Материализация мифа — это форма представленной аутентичности, которую пользователь сразу же склонен смешивать с любой другой формой постановочной аутентичности в современной культуре». Отель, окружённый океаном, предстаёт как «храм консьюмеризма». Успех багамского проекта побудил компанию-владельца в 2008 году создать аналогичный развлекательный центр — курортный отель Atlantis The Palm — в Дубае. Реклама гласила, что при строительстве в Аравии были найдены некие древние галереи, на тысячи лет затопленные водами Персидского залива[178].

### Первоисточники
- Бэкон Ф. Новая Атлантида: Опыты и наставления нравственные и политические / Пер. З. Е. Александровой; статья и примеч. Ф. А. Коган-Берштейн. — М. : Изд-во Акад. наук СССР, 1954. — 242 с. — (Литературные памятники).
- Книга Атлантиды / Сост., пред. С. Романов. — СПб. : Амфора, 2007. — 334 с. — (Александрийская библиотека). — ISBN 978-5-367-00475-5.
- Платон. Филеб, Государство, Тимей, Критий // Сочинения / Общ. ред. А. Ф. Лосева; пер. с древнегреч. С. С. Аверинцева и др. — М. : Мысль, 1999. — Т. 3. — 654 с. — (Классическая философская мысль). — ISBN 5-244-00923-0.
  - Прокл Диадох. Комментарий к «Тимею». Книга I / Перевод, предисловие, реферат и примечания С. В. Месяц. — М. : Греко-латинский кабинет Ю. А. Шичалина, 2012. — 376 с. — ISBN 978-5-87245-165-5.
  - Теология и теургия Прокла Диадоха. Комментарий на «Тимей». Книга I / Фестюжьер, Андре-Жан; перевод Владимира Ткаченко-Гильдебрандта. — М. : ТД Велигор, 2021. — 488 с. — (Откровения Гермеса Трисмегиста. VI). — ISBN 978-5-88875-963-9.
- Kircher A. Mundus Subterraneus, in XII libros digestus; quo divinum subterrestris mundi opificium, mira ergasteriorum naturæ in eo distributio, verbo pantámorphou Protei regnum… :  [лат.]. — Amstelodami : Apud Joannem Janssonium, 1664. — P. 82. — [30], 346, [6]; [12], 487, [9] p.
- Plato's Atlantis Story: Text, Translation and Commentary / Edited with Introduction, Notes and Vocabulary by Christopher Gill. — Bristol Classical Press, 1980. — xxvii, 95 p. — ISBN 0-906515-59-9.
  - Gill Christopher. Plato’s Atlantis Story. Text, Translation and Commentary. — Liverpool University Press, 2017. — x, 222 p. — ISBN 978-1-78694-016-2.
- Rudbeck O. Atlantica sive Manheim :  [лат.]. — Upsalae : Henricus Curio, 1679. — 892 p.

### Публикации сторонников и создателей мифа об Атлантиде
- Блаватская Е. П. Тайная доктрина: синтез науки, религии и философии [в 2 т.]. — М. : АСТ, 2009. — Т. 2: Небесные правители человечества, три вида света, Лемурия и Атлантида, зеркало будущего, чудовища хаоса, загадка сфинкса, материк богов. — 810 с. — ISBN 978-5-17-026473-5.
- Брюсов В. Учители учителей. Древнейшие культуры человечества и их взаимоотношение // Собрание сочинений. В 7 т. — Т. 7. — М.: Худож. литература, 1975. — 528 с. — С. 275—494.
- Галанопулос А. Г., Бэкон Э. Атлантида. За легендой — истина / Пер. с англ. Ф. Л. Мендельсона. Послесловие Г. А. Кошеленко. — М.: Наука, ГРВЛ, 1983. — 184 с. — (По следам исчезнувших культур Востока).
- Генон Р. Атлантида и Гиперборея // Традиционные формы и космические циклы. Кризис современного мира = Formes traditionelles et cycles cosmiques. La Crise du monde moderne / Пер. с фр. Т. Б. Любимовой. — М. : Беловодье, 2004. — С. 29—38. — 304 с. — ISBN 5-93454-046-7.
- Донелли И. Атлантида: Мир до потопа / Пер. с англ. А. О. Альбедиль. — Самара : Агни, 1998. — 441 с. — ISBN 5-89850-009-X.
- Доннелли И. Гибель богов в эпоху Огня и Камня. — М. : Вече, 2007. — 391 с. — (Тайны древних цивилизаций). — ISBN 978-5-9533-1880-8.
- Жиров Н. Ф. Атлантида: Основные проблемы атлантологии / Науч. ред. и примеч. д-ра геогр. наук проф. Д. Г. Панова; Художник О. Айзман. — М.: Мысль, 1964. — 432 с. — (Географическая серия). — 12 000 экз. (в пер.)
  - Жиров Н. Ф. Атлантида: Основные проблемы атлантологии. — М.: Вече, 2004. — 512 с. — ISBN 5-9533-0233-9.
- Кейси Эдгар Эванс. Великий ясновидящий Эдгар Кейси об Атлантиде. — М.: Новый Центр, 2000. — 175 с. — ISBN 5-89117-057-4.
- Кондратов А. М. Атлантиды моря Тетис. — Л.: Гидрометеоиздат, 1986. — 168 с.
- Кусто Ж.-И., Паккале И. В поисках Атлантиды. — М.: Мысль, 1986. — 320 с.
- Мережковский Д. С. Тайна Запада: Атлантида — Европа. — Белград : Издат. комис., 1930. — 532, XXI с. — (Русская библиотека; Кн. 26/27).
- Норов А. С. Исследование об Атлантиде. — Спб. : Тип. Имп. Академии наук, 1854. — 32 с.
- Резанов И. А. Атлантида: фантазия или реальность? — М.: Наука, 1975. — 136 с.
- Резанов И. А. Великие катастрофы в истории Земли / Отв. ред. доктор географических наук Э. М. Мурзаев. Академия наук СССР. — Изд. 2-е, перераб., доп. — М.: Наука, 1984. — С. 133—145. — 176 с. — (Человек и окружающая среда). — 80 000 экз. (1-е издание — 1980)
- Рерих Н. К. Миф Атлантиды. — М.: Эксмо, 2012. — 384 с. — (Мистический бестселлер). — 3000 экз. — ISBN 978-5-699-53763-1
- Скотт-Эллиот, Уильям. История Лемурии и Атлантиды: [перевод с английского]. — М.: София, 2007. — 191 с. — ISBN 5-91250-002-0.
- Спенс Л. Атлантида. История исчезнувшей цивилизации / Пер. с англ. А. Н. Зотина. — М.: ЗАО «Центрполиграф», 2004. — 270 с. — (Загадки древних цивилизаций). — ISBN 5-9524-0090-6.
- Черчвард Д. Дети Му : Загадки погибшего континента / Пер. с англ. Д. Палец. — Киев — Москва : София; ИД «Гелиос», 2002. — 222 с. — ISBN 5-344-00189-4.
- Forsyth P. Y. Atlantis: The Making of Myth. — Montreal, London : McGill-Queen’s University Press; Croom Helm, 1980. — x, 209 p. — This book has been published with the help of a grant from the Canadian Federation for the Humanities. — ISBN 0-7735-0355-2.
- Marinatos Sp. Some words about the legend of Atlantis. — 2nd. ed. — Athens : Printed by Chrys. Papachrysanthou S. A, 1971. — 46 p. — (Archaiologicon deltion ; no. 12). — A reprint of a paper published by the author in 1950 … under the title On the Atlantis legend.